# Oszmán Birodalom
Az Oszmán Birodalom (oszmán-török nyelven: دولتْ علیّه عثمانیّه Devlet-i Âliye-yi Osmâniyye, mai török nyelven: Osmanlı İmparatorluğu vagy Osmanlı Devleti), az egyik legnagyobb és a legtovább fennálló iszlám világbirodalom, amely évszázadokon át megkerülhetetlen hatalmi tényező volt a világ politikai, gazdasági és kulturális erőviszonyainak alakulásában. A 13. század elején, a rúmi szeldzsukok uralta anatóliai területen létrejött törzsi szövetség a 16–17. századra a maga korában egyedülálló államszervezetet hozott létre, amely rendkívül jól szervezett közigazgatási rendszerével, erőforrásainak bőségével és az ezekre épülő fejlett katonai erejével megszerezte a hegemóniát a közel-keleti térségben, és hódításaival az európai hatalmak puszta létét veszélyeztette.
A zenitjén a 17. század végén áteső birodalom a keresztény és az iszlám világ folyamatos ellentámadásának hatására területeit fokozatosan feladni kényszerült, ezért ennek, valamint belső ellentmondásainak kiéleződése miatt a 18. század végére már nem tudott lépést tartani Európa politikai, katonai és gazdasági fejlődésével. A korszaktól válságok sorozatát élte meg, „Európa beteg emberének” nevezték, gyakorlatilag félgyarmati sorba került. Az első világháború után területét az imperialista nyugati hatalmak érdekszférákra osztották, és már úgy tűnt, hogy anatóliai területeit is veszély fenyegeti. Az antantcsapatok és Görögország bekebelezési kísérleteinek megakadályozására Musztafa Kemal pasa (Kemal Atatürk) 1919–1920-ban sikeres függetlenségi háborút indított Anatólia visszaszerzésére, majd a lausanne-i békeszerződés elismerte Törökország függetlenségét és igényét Anatóliára. 1923-ban kikiáltották a köztársaságot, melynek első elnöke Musztafa pasa lett.
Államvallása az iszlám szunnita ága volt, 1517-től, az egyiptomi Mamlúk Birodalom megdöntésétől kezdve az oszmán szultánok egyben a kalifa cím birtokosai is voltak. Ugyanakkor a más vallásokkal és kultúrákkal szembeni általános türelmi és befogadó politikája, fénykorának gazdagsága sokszínű művészeti és kulturális fejlődésre nyújtott lehetőséget.
Magyarországhoz fűződő viszonyát a 15. századtól kezdve, hosszabb-rövidebb időszakokban háborúk és összetűzések tarkították, ekkor a Magyar Királyságot Európa védőbástyájaként emlegették. Az 1526-os mohácsi csatavesztést követően a birodalom legészakibb részeként az ország nagy részét bekebelezte és százötven évre uralma alá hajtotta, Erdélyt pedig vazallusává tette. A hódoltság idején folyamatosak voltak a különböző mértékű összecsapások az oszmánok és a Habsburg Birodalom között, ez pedig bizonyos területek elnéptelenedéséhez vezetett. A hódoltság belsejében azonban virágzott a kultúra és a gazdaság, az oszmánok pedig számos tekintetben jelentősen hatottak a magyar kultúrára a kertészettől az öltözködésen és az építészeten át egészen a konyháig, de a kávézás és dohányzás szokásának meghonosítása is az oszmánokhoz fűződik. Kiűzésüket követően gazdag politikai, kulturális és tudományos kapcsolatrendszer jött létre a két állam között, a birodalom a Rákóczi-szabadságharc és az 1848–49-es forradalom nagyjainak is menedéket adott a vészterhes időkben.

## Történelem

Az Oszmán Birodalom felemelkedése és bukása (irányítható mozgókép)

### A birodalom születése

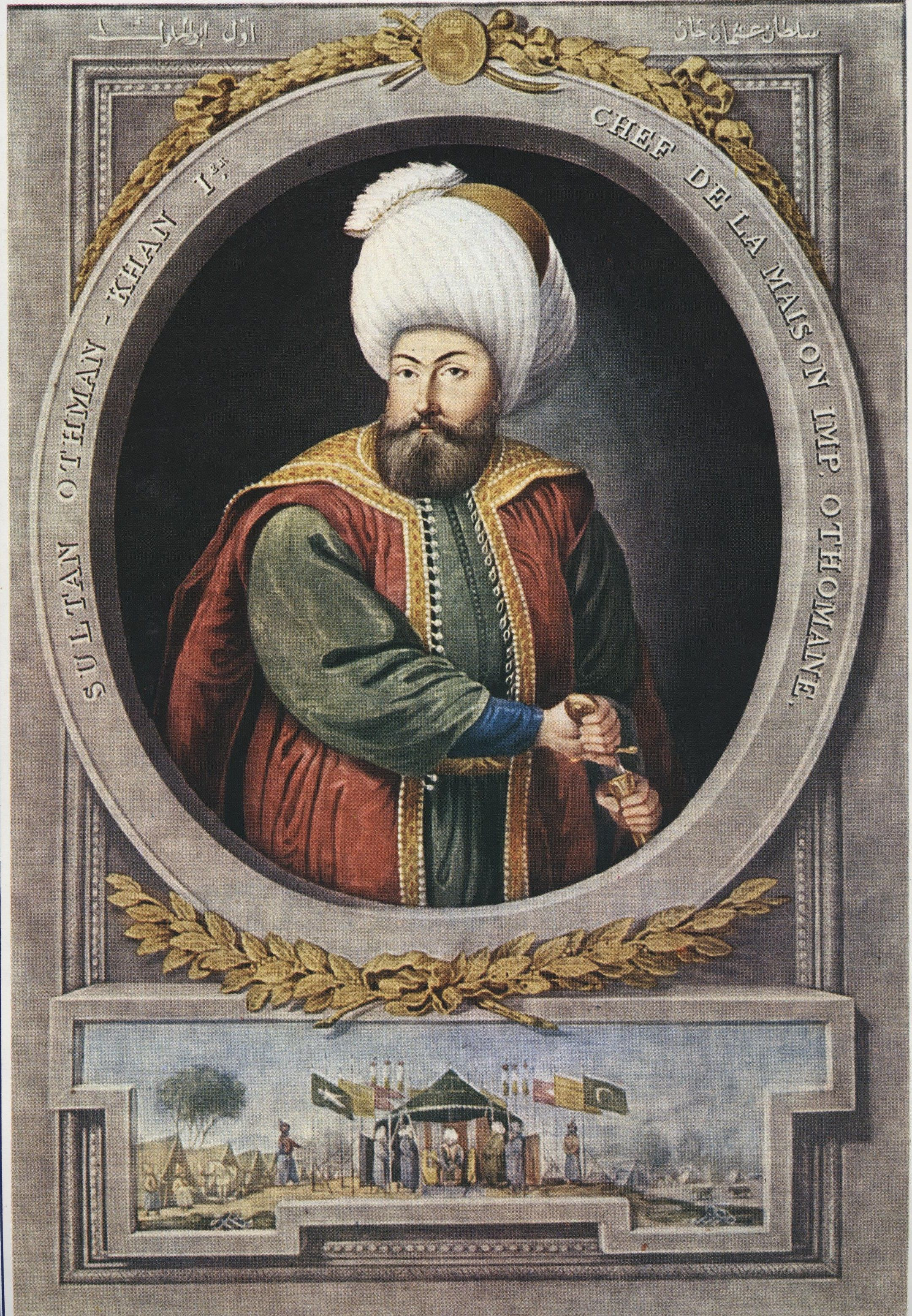
Oszmán (1282–1326), a dinasztiaalapító

A rúmi szeldzsuk birodalom (Ikóniumi Szultánság) felbomlása után (1299 körül), a kis hatalmi centrumokra esett anatóliai térségben, egy Oszmán nevű vezér elszakadt katonákból sereget toborzott, és a Bizánci Birodalom szomszédságában önálló államocskát hozott létre Szöjüt székhellyel. Az utolsó szeldzsuk szultán a bej címmel ajándékozta meg. A zsákmányszerzés reményében táborába csapatostul sereglettek a gáziknak (hit harcosai) nevezett török törzsek, akiknek a segítségével sikeresen terjeszkedett tovább. Fia, Orhán (1324–1360) az anatóliai Bursza bevételét követően, kialakította első igazi fővárosát. Felhasználta a bizánci államigazgatás apparátusát, zsoldoscsapatok szervezésébe fogott, és stabil közigazgatás kiépítése mellett képes volt a bizánciak támadásainak visszaverésére és új területek megszerzésére (İznik, Üsküdar 1331–1338).
A kisebb türkmén törzsek leverése után Nyugat-Anatólia az oszmánok kezére került. A bizánci frakcióharcokkal párhuzamosan a balkáni területeik helyzete bizonytalanná vált, és Orhán ezt kihasználva, csapatait az európai Trákiába vezényelte, ahol a Gallipoli félszigeten tartósan megvetette a lábát, majd fia I. Murád (1359–1389) Drinápoly (Edirne) elfoglalásával (1361) biztos hídfőállást épített ki az európai térfélen.
Az oszmánok terjeszkedése elleni szerb–bolgár–magyar–bosnyák szövetség kereszteshadjáratát I. Murád visszaverte, majd a Balkánon Monasztir (ma Bitola, 1382), Szófia (1385), Niš (1386) elfoglalása után 1389-ben Rigómezőnél (Kosovo Polje) megsemmisítő csapást mért az egyesített szerb–magyar seregekre. Murád itt vesztette életét.
A törökök balkáni terjeszkedését az is segítette, hogy a helyi ortodox vagy eretnek lakosság, a jobbágyság ellenséges volt a magyar hódítási törekvésekkel szemben. A Hunyadi János által támogatott István Tamás bosnyák király 1462-ben aggódva írta, hogy „a törökök nagyon barátkoznak a parasztjaimmal. Megígérik nekik, hogy teljesen felszabadítják őket.”

### A birodalom megszilárdítása és Timur Lenk fellépése

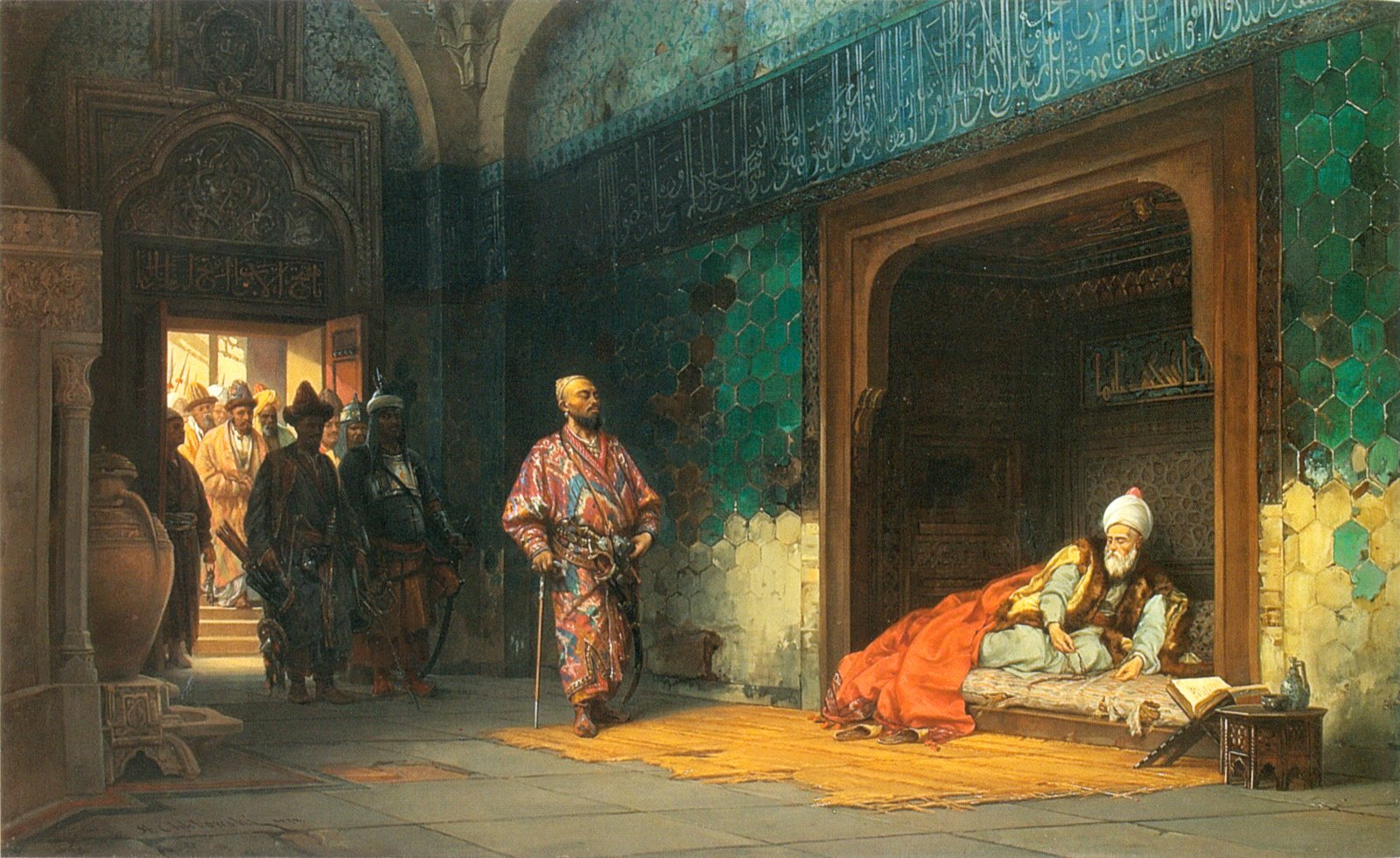
I. Bajazid Timur Lenk fogságában

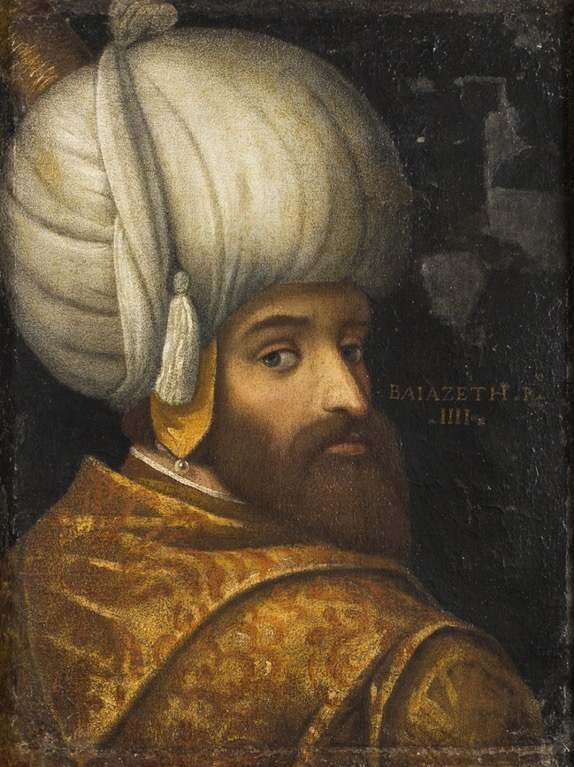
I. Bajazid (1389–1402)

Utóda, I. Bajazid (1389–1402) bizánci és szeldzsuk mintára létrehozta a tisztségviselők és a szpáhik javadalmazására a timár-rendszert, a szultáni szerájban bevezette az államtanács, a díván üésezését, valamint és a hadjáratok során zsákmányolt hadifoglyoknak az udvart megillető ötödrészéből új elit gyalogos sereget (Jeni cseri=új sereg, /janicsárság/) hozott létre. Az oszmán sereg másik oszlopa a szpáhi hagyományos lovas egységek voltak.
I. Bajazid, leküzdve az anatóliai türkmének lázadását, a bizánci, bolgár, havasalföldi népek felkelésének elfojtásába fogott, akik magyar segítséggel nagyrészt visszafoglalták (1390–1393) a Murád által meghódított területeiket. Bajazid a felkelőket leverte, a hódított területeit visszafoglalta, majd a Bizánc felmentésére küldött magyar csapatokra Nikápolynál, 1396. szeptember 25-én megsemmisítő vereséget mért. Ennek a győzelemnek a hatására a Kairóban székelő kalifa szultáni címet ajándékozott Bajazidnak. A szultán Szíria elfoglalására indult.
Bajazid sikeres hadjáratait azonban a barlasz törzsből származó, és a magát Dzsingisz kán örökösének tekintő Timur akasztotta meg, aki keletről támadta meg Anatóliát, és Ankaránál, 1402-ben legyőzte az oszmán sereget, Bajazidot elfogta és szégyenletes rabságban tartotta haláláig (1403).
Timur fellépésének köszönhetően az oszmán állam megsemmisülni látszott, a teljes államgépezet összeomlott, az oszmán udvart pártharcok és kegyetlen testvérháborúk jellemezték. Ebből a zűrzavaros környezetből I. Mehmed (1413–1421) emelkedett ki győztesen, aki az állam irányítását az oligarchikus görög–bizánci befolyás helyett, ősi török és perzsa arisztokráciára cserélte.

### Balkáni háborúk

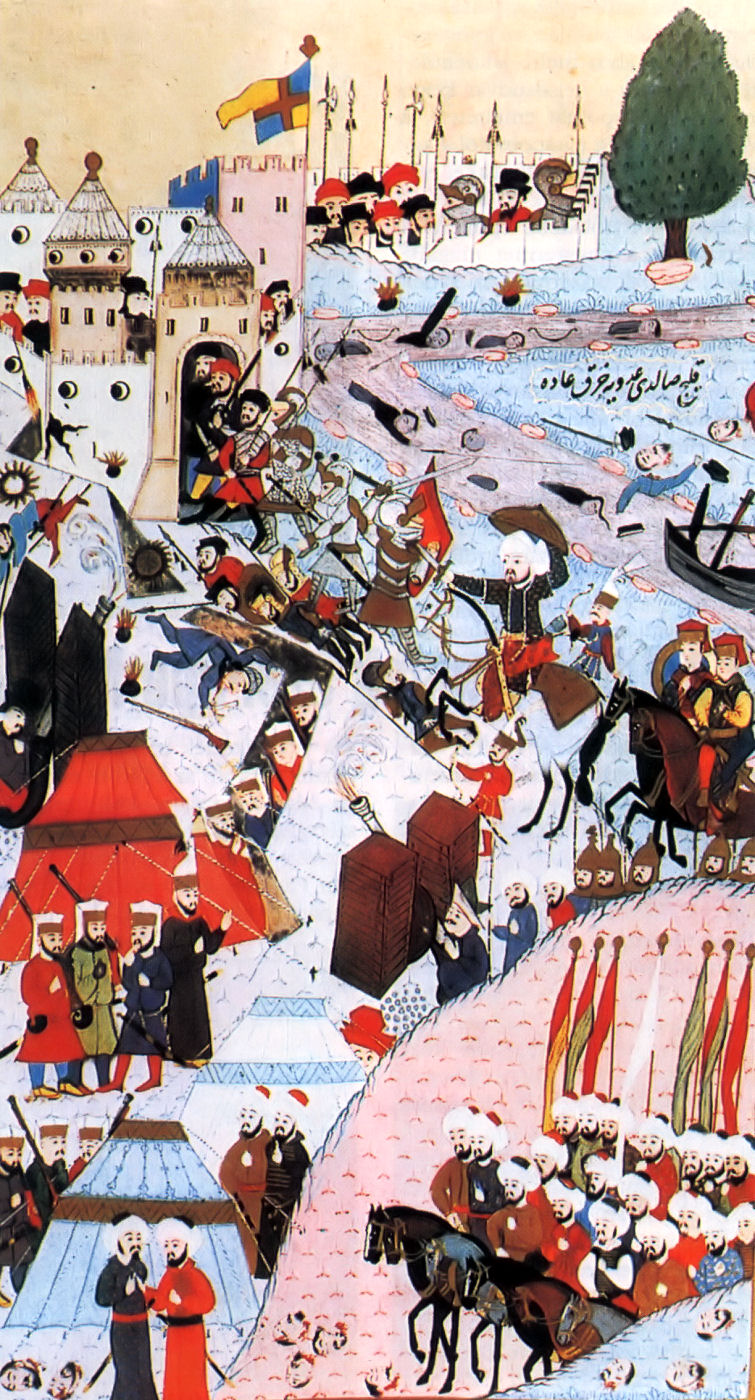
A nándorfehérvári csata egykorú ábrázolása egy török miniatúrán (Topkapı palota múzeum)

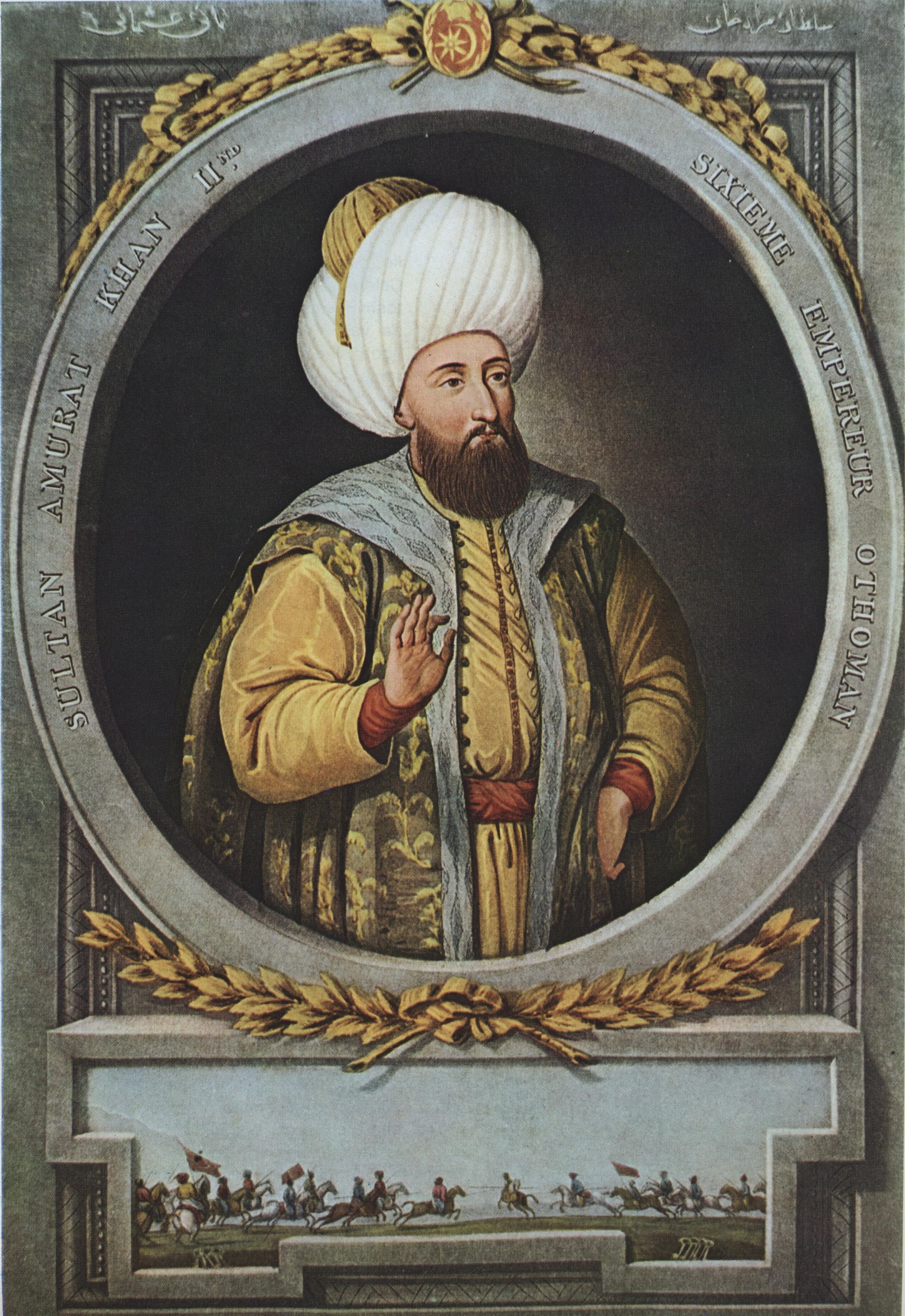
II. Murád (1421–1451)

Bajazid fiának, II. Murádnak (1421–1451) meg kellett küzdenie az elsősorban a balkáni területeken létrejött gáziszervezetekkel, akik a behódolt keresztény népeknek adott engedményeket kifogásolták, majd az anatóliai függetlenségi mozgalmakat verte le, uralkodása alatt egységesítve ezzel a teljes anatóliai térséget. Ezzel az oszmánok közvetlen szomszédjai lettek a számukra még félelmetes Sáhruhnak, Timur unokájának.
A tengeri hatalomnak számító Velence az 1420-as évek végén megtámadta a bizánci fennhatóság alatt álló Szalonikit, ezt Murád támadásnak vette érdekeltségei ellen, és új hajóhad szervezésével, 1430-ban ellentámadásba lendült, visszafoglalva a várost. Tovább fenyegetve a görög és adriai partokat már Velence létét veszélyeztette, amikor a velencei Signoria 1432-ben megegyezett Muráddal a tengeri (Velence) és a balkáni területek (oszmánok) hatalmi és kereskedelmi felosztásán. Murád a meghódított területek egy részét úgynevezett tímárbirtokokra osztotta, amelynek lényege, hogy azokat a szultánhoz hű alattvalók haszonbérletben, és nem örökös birtokként kapták. Ennek a nemesi rétegnek érdekében állt újabb területek megszerzése, és hosszú távon azok végleges birtoklása. Murádot állandó feszültségben tartották, és újabb hódításokra ösztönözték. A nemesség ellensúlyozására a szultán megerősítette a janicsárságot, és a hadifogolyadó kiesése miatt bevezette a devsirme (gyermekadó) intézményét. A meghódított területeken az adó egy részét gyerekek beszolgáltatása formájában hajtotta be, mivel a gyerekek átnevelése, hűségük biztosítása könnyű volt. Egy részük a janicsárok számát gyarapította, más részük az államapparátus sokszor igen magas posztján dolgozott.
Ebben a belpolitikailag feszült környezetben került sor 1434-ben a Magyarország és Szerbia elleni háborúra, amelyben az oszmán nyomásnak csak a Hunyadi János által védett Nándorfehérvár (Belgrád) tudott ellenállni, sőt, Hunyadi ellentámadásba ment át és csapataival már az oszmán fővárost, Edirnét (Drinápolyt) fenyegette. 1443-ban Zlaticánál azonban az oszmánok megállították és vereséget szenvedett. A hadakozásban meggyengült Murád békeszerződés aláírására kényszerült Magyarországgal, majd lemondott a trónról. Fia, II. Mehmed került hatalomra, aki azonban ifjú kora miatt nem tudott kellő eréllyel szembenézni a pápa, Velence és Magyarország közös keresztes seregeivel, ezért apja, II. Murád ismét visszatért, és a kereszteseket meglepve, 1444-ben Várnánál legyőzte őket. Ezzel a győzelemmel Murád megerősítette hatalmát és fennhatósága alá vonta Trákiát, Makedóniát, Bulgáriát és Görögország nagy részét. Murád 1451-ben meghalt, ezzel fia, II. Mehmed ismét elfoglalhatta a szultáni trónt.

### Hódító Mehmed – Bizánc eleste

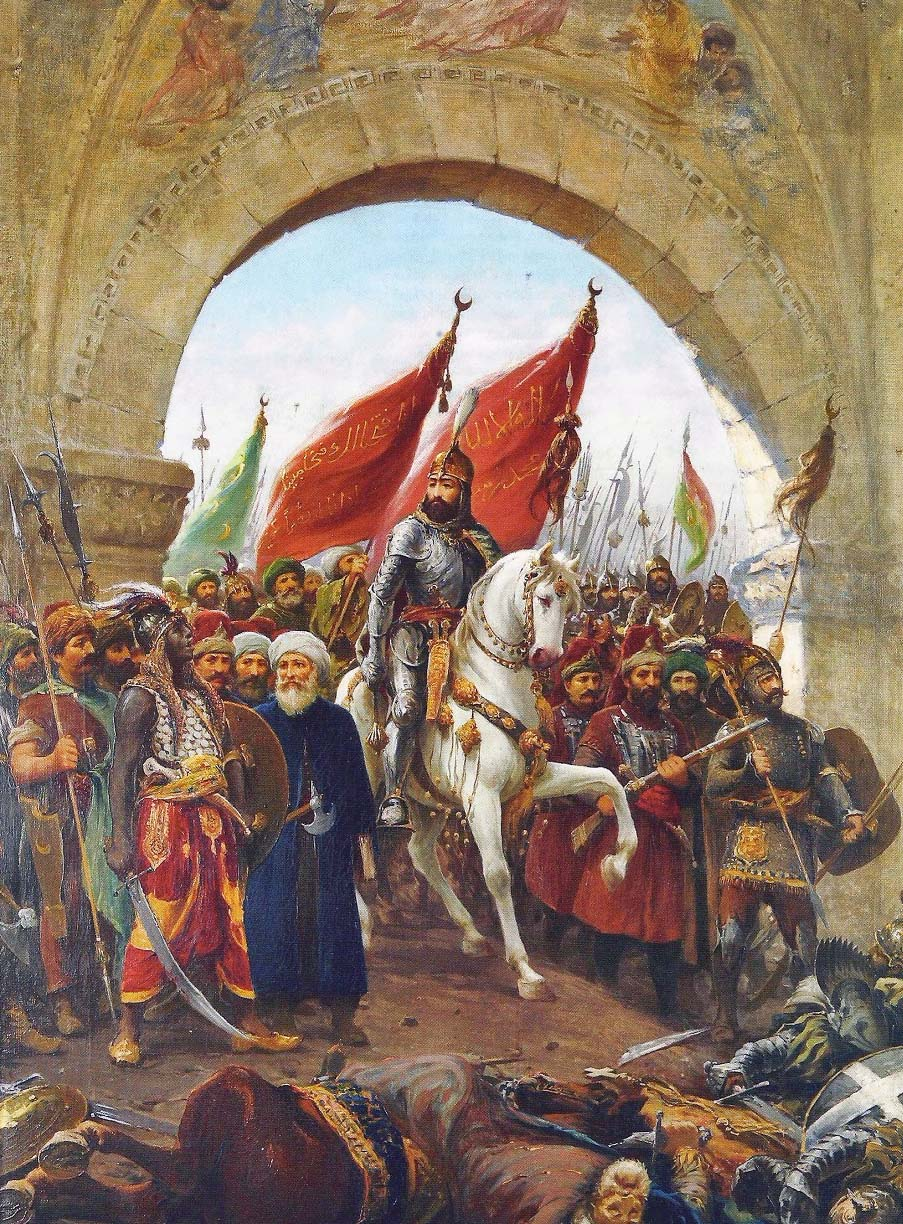
II. Mehmed beveszi Bizáncot, Fausto Zonaro festménye

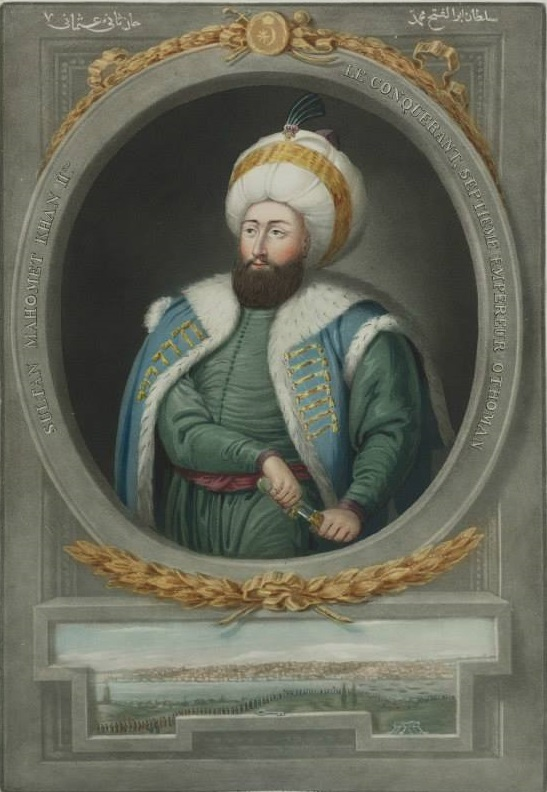
II. Mehmed, a hódító (1444–1446, 1451–1481)

II. Mehmed, vagyis Hódító Mehmed („el-Fatih”, ur. 1444–1446, 1451–1481) trónra lépésével az oszmánok egy dicső korszaka vette kezdetét. A 21 éves szultán 1453-ban közel két hónapos véres ostrom után bevette a Bizánci Birodalom fővárosát, Konstantinápolyt, majd az Oszmán Birodalom fővárosává tette. Ezzel felszámolta a több mint ezer éves keletrómai államot és saját magát római császárrá kiáltotta ki. Ezt követően az ostrom által megviselt városban nagyszabású újjáépítésekbe kezdett és a város kozmopolita jellegét megtartva ismét a világ kultúrájának egyik központjává tette azt. Újjászervezte az államot, a közigazgatási apparátust; a vazallusokat és a tartományokat közvetlen irányítása alá vonta. Szilárd gazdasági alapokra próbálta helyezni a hadsereg szervezetét, és belekezdett egy birodalmi törvénykönyv (kánunáme) létrehozásába. Kisajátította azokat a földbirtokokat, amelyeket a nemesség és a papság (uléma) akár magánvagyon (mulk), akár úgynevezett nemes adományok (vakf) formájában birtokolt. Kialakította a milletrendszert, amelynek lényege, hogy a társadalom különálló vallási csoportjainak, felekezeteinek adófizetés terhe mellett önkormányzatot adott. Ezzel a maga korában egyedülálló államszervezetet hozott létre, amely türelmi politikájával és nagyratörő építési munkálataival bevándorlók (köztük tehetséges ifjak) tízezreit csábította az országba, Isztambul népessége például a késői bizánci korszakéhoz képest a többszörösére nőtt.
Amíg a velenceiek kereskedelmi kirendeltséget nyithattak Isztambulban, azok ellenfelei, a genovaiak a Krímbe szorultak vissza. Az 1454. évi oszmán balkáni hadjárat után, amikor Szerbiát ismét annektálták és elfoglalták Peloponnészoszt. A Magyar Királyság ellen indított első, 1456-as támadást Nándorfehérvár védőserege Szilágyi Mihály vezérlete alatt megállította, a felmentésükre érkező Hunyadi János serege jelentős vereséget mért az ostromló seregre. A következő hét évtizedben Magyarország határát nem érte közvetlen oszmán támadás, de másutt a birodalom tovább terjeszkedett. Nagyszabású fekete-tengeri hódításokkal a genovaiak kereskedelmi központjait is felszámolták, egyúttal a birodalomba olvasztották a krími, kaukázusi körzeteket (1463–1479). 1484-ben az oszmán haderő elfoglalta Dnyeszterfehérvárt és Kiliát, így terjeszkedésük során megközelítették Lengyelország területét, ekkor váltak a krími Girej kánok a mindenkori oszmán szultán vazallusává. Miután Mehmed csapatai az Anatólia keleti felén uralkodó, az azerbajdzsáni Fehér Ürü törzsszövetség védelmét élvező Karamáni Fejedelemséget is legyőzték, a szultán figyelme ismét Európa felé fordult. A boszniai bogumilok ekkor tértek át az iszlám hitre. A legendás albán vezér, Szkander bég azonban ellenállt, amíg Mehmed türkmén gázijai le nem győzték, és akik később le is telepedtek az országban.
II. Mehmed kényszerítette a Velencei Köztársaságot az Oszmán Birodalom fennhatóságának elismerésére, majd megtámadta a johanniták által védelmezett Rodoszt, de itt vereséget szenvedett. 1480-ban partra szállt Itáliában és Otrantónál, nagyszabású csapatösszevonások mellett, támaszpontot épített ki. Ezt a vállalkozását azonban már nem tudta végigvinni, mivel 1481-ben meghalt. Utódja az oszmán csapatokat visszavonta Itáliából.

### Jámbor Bajazid és Rettenetes Szelim

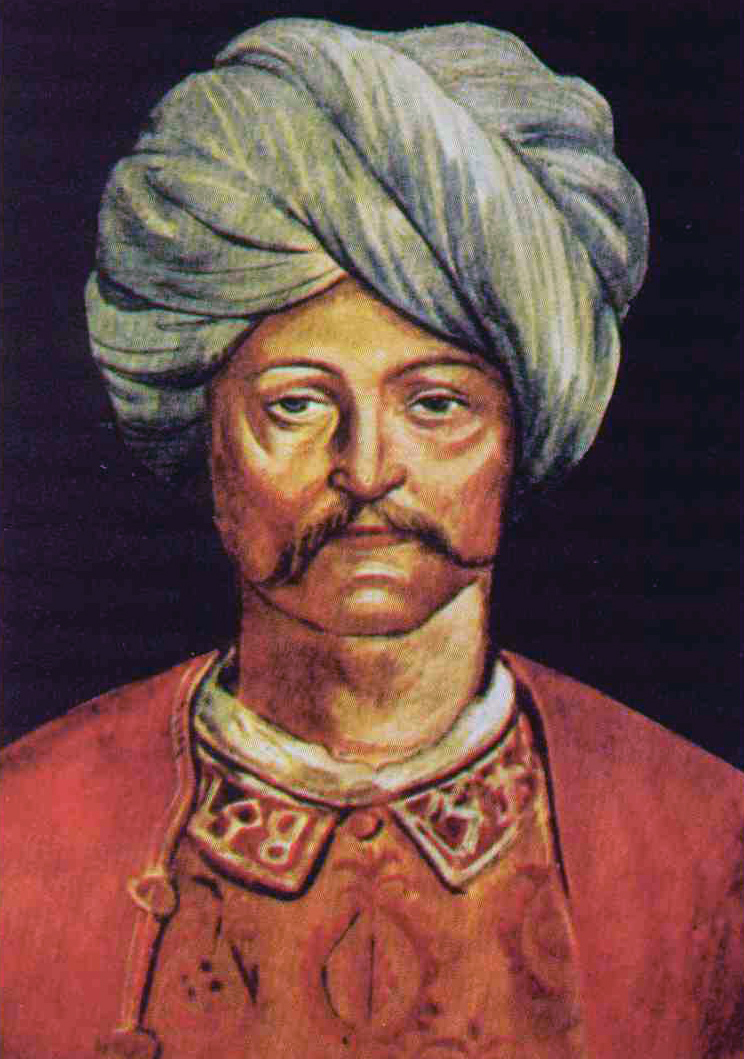
Dzsem herceg (1459–1495) portréja, Pinturicchio Bernardo di Betto alkotása

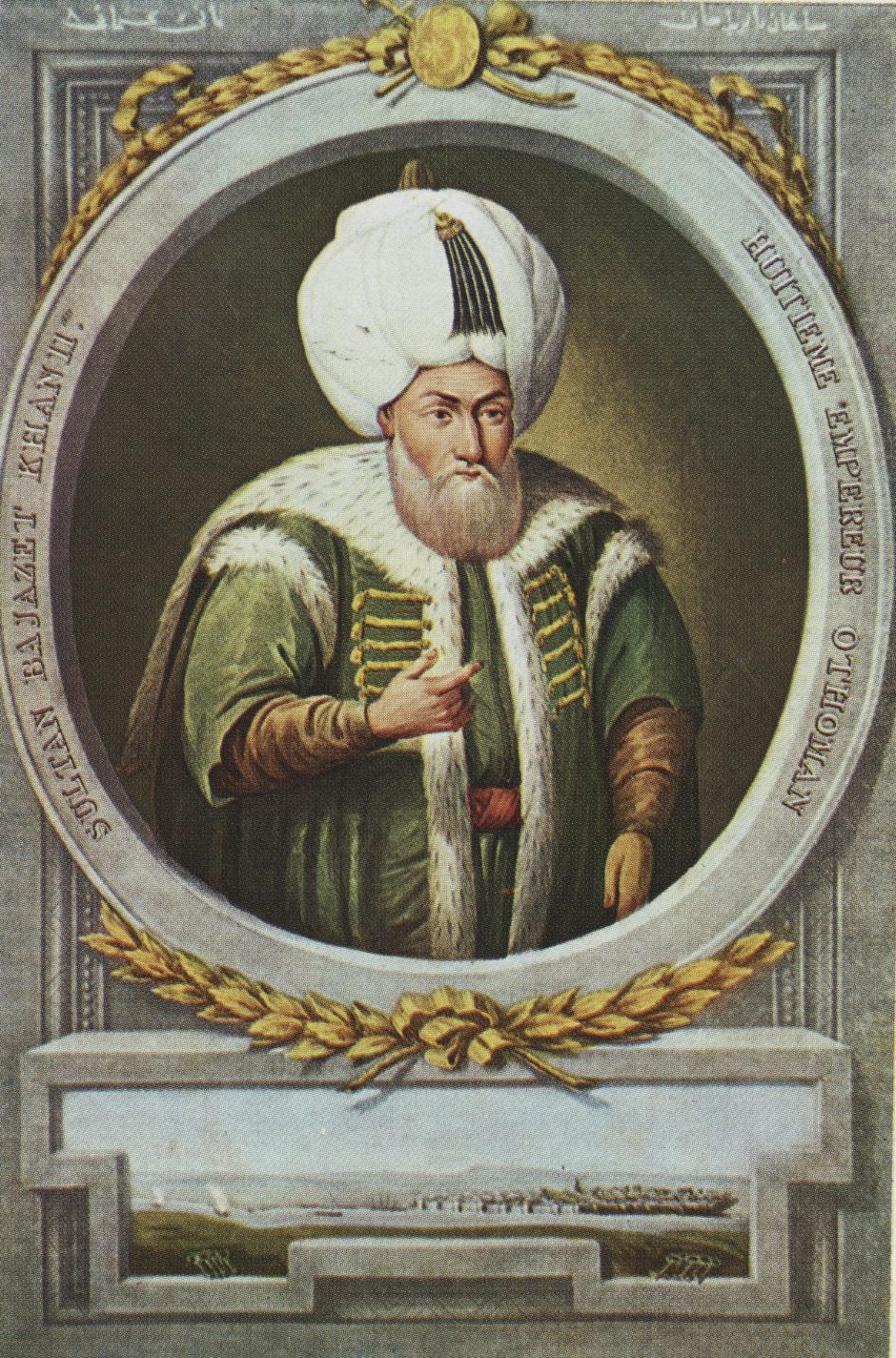
II. Bajazid (1481–1512)

A janicsárok és az őket támogató úgynevezett devsirmepárt az álszentnek tartott és misztikus felfogású Veli („Jámbor”) Bajazidot (II. Bajazid, ur. 1481–1512) emelte trónra, akinek uralkodását ellenfele, az Anatóliában magát szultánná kikiáltó Dzsem elleni háborúskodás és az ezzel kapcsolatos politikai játszmák határozták meg. Belpolitikai téren azonban eredményesnek bizonyult, újjászervezte az adózást és a közigazgatást. 1483-ban bekebelezte Hercegovinát, birtokba vette a Földközi-tenger keleti térségeit és újabb harcokat kezdeményezett Velence keleti kirendeltségei ellen. A birodalom ebben az időszakban vált megkerülhetetlen hatalmi tényezővé Európában is. A keleti területeken felvette a harcot az azerbajdzsáni türkmén törzsek egyesítésén fáradozó Szafavida-házzal. Ezután második fia, Szelim fellázadt és palotaháborúk sorozata után, apját letaszítva a trónról, a janicsárok segítségével átvette a hatalmat.

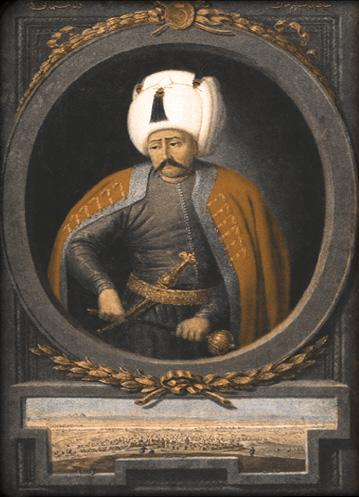
I. Szelim (1512–1520)

I. Szelim (ur. 1512–1520), vagy melléknevein Vad, Rettenetes („Javúz”) komolyan deklarált világhódító tervekkel fogott a kormányzáshoz. Miután lehetséges jövőbeli ellenfeleit (a trónörökös Szulejmán kivételével fiait, testvéreit és azok fiait) kivégeztette, nagyszabású keleti hadjáratba kezdett, és a Szafavida Birodalom ellen fordult. Csaldiránnál 1514-ben tűzerejével csaknem megsemmisítette erőiket, majd fővárosukat, Tebrizt elfoglalva egész Irán bekebelezésére készült. A perzsa kézművesek ekkor vándoroltak nagy számban Isztambulba, új színekkel és technikákkal átitatva a török kézműipart és művészetet.
Szelim nem tudta megtartani az azeri területeket a szafavidák partizánakciói miatt, ezért Örményországot és Kurdisztánt feldúlva visszahúzódott a központi vidékekre. 1516-ban, újabb Szafavidák elleni hadjárat ürügyén, ismét kelet felé indult, azonban az Eufráteszen átkelve az egyiptomiak államát, a Mamlúk Birodalmat támadta meg. A mamlúkok Mardzs-dabiknál vereséget szenvedtek, ezzel Szíria és Palesztina Szelim kezére került. A birodalom fővárosa, Kairó 1517. január 23-án kapitulált. Egyiptom a 9. századtól egészen idáig az egész muzulmán világ központi területének számított. Ennek okán Szelim Kairó elfoglalását követően szimbolikusan átvehette a szent városok, Mekka és Medina kulcsait, és immár minden hatalma és joga megvolt ahhoz, hogy megszüntethesse azt a látszatkalifátust, amelyet a régi Abbászida-dinasztia leszármazottai gyakoroltak az egyiptomi szultánok „védnöksége” alatt Kairóban. Az éppen regnáló III. al-Mutavakkilt Isztambulba vitte és lemondatta, majd maga vette föl a kalifa címet, amelyet utódai egészen 1924-ig (2 évvel a szultanátus bukása utánig) meg tudtak tartani. Ezzel megkezdődött a szaracénok fölötti török uralom korszaka, mely a Közel-Kelet bizonyos területein a 20. századig tartott. I. Szelim 1520-ban, hatalma csúcsán halt meg pestisben.

### Nagy Szulejmán, a törvényhozó

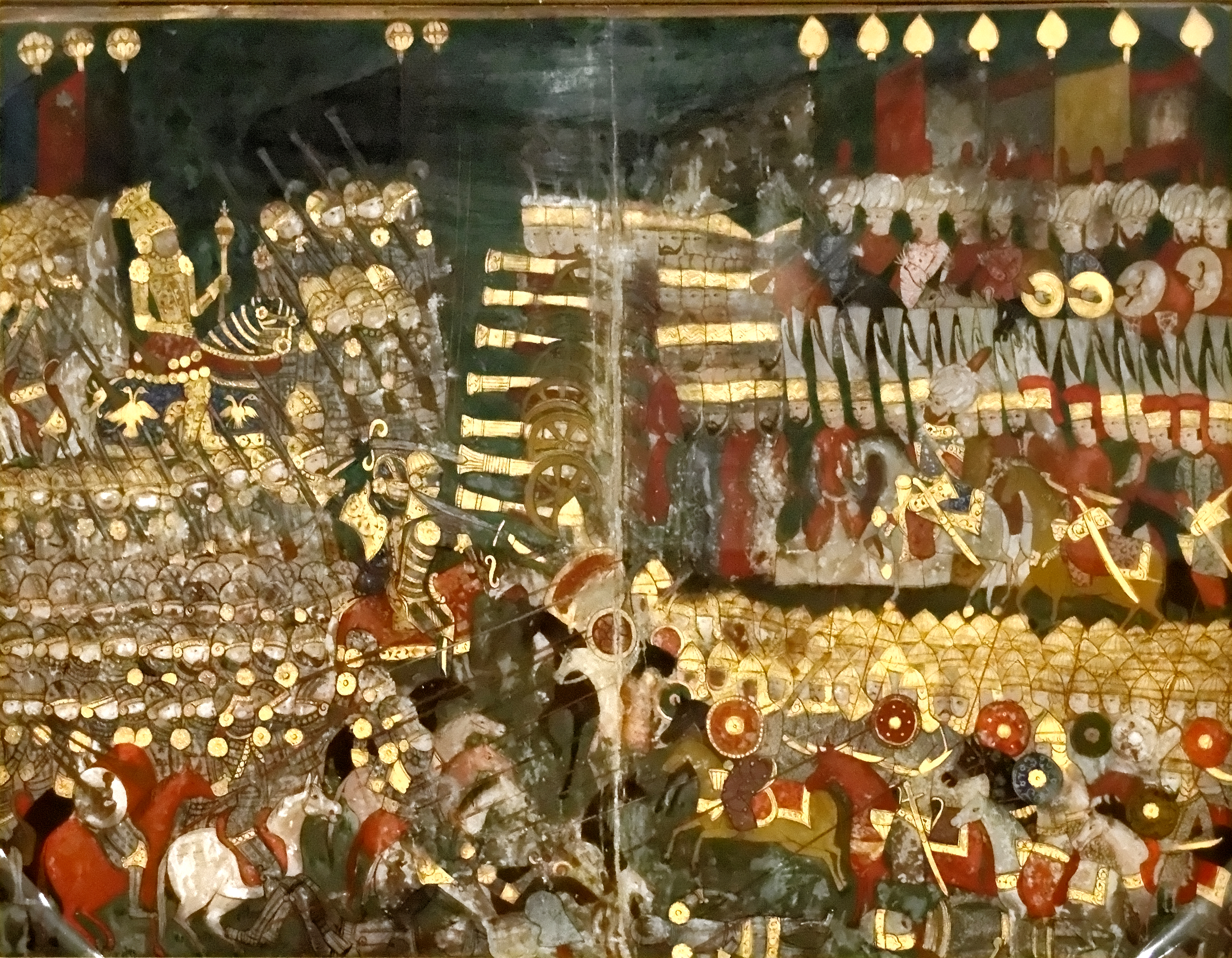
A mohácsi csata egykorú török miniatúrán

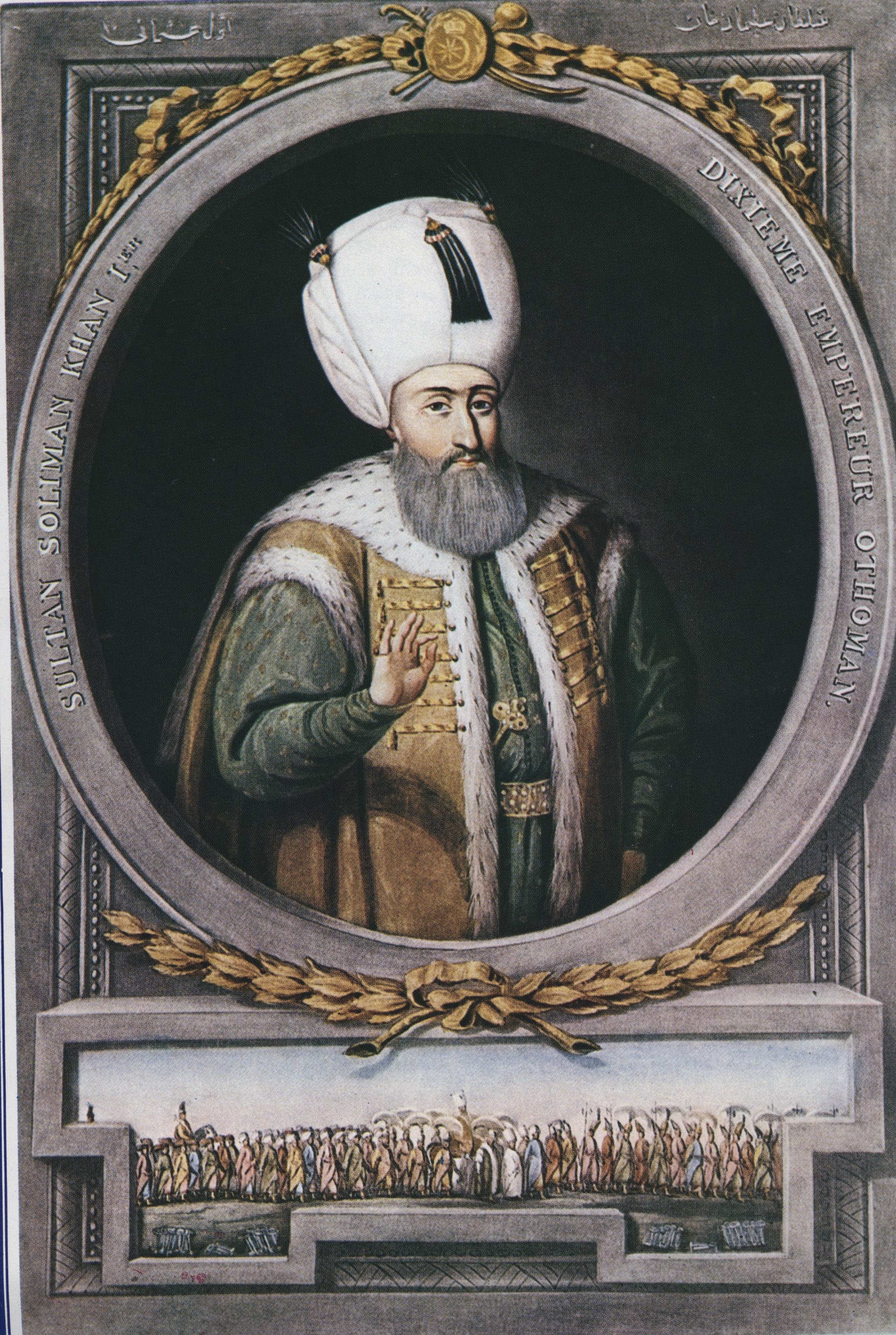
I. Szulejmán (1520–1566)

I. Szelimet fia, I. Szulejmán (1496–1566) követte a trónon. Szulejmánt a muzulmán világban az „al-Kanuni”, vagyis „a Törvényhozó” melléknévvel illetik, Európában pedig a „Nagy” jelzővel. Uralkodása (1520–1566) az oszmán állam aranykoraként vonult be a történelembe. Szulejmán növelte birodalma európai katonai befolyását, és megszilárdította azt a társadalmi struktúrát, amely évszázadokra megkerülhetetlen tényezővé tette az európai térségben. A hanyatlás csírái azonban már ekkor jelentkeztek. A megkövesedett hierarchikus irányítási rendszer a Nyugat-Európában éledező polgári mozgalmak eredményeivel szemben a gazdasági és politikai fejlődés fő akadályozó tényezője lett.
A közigazgatás és törvénykezés alapja a saría volt, amelyet a mindennapi élet szervezésére külön előírásokkal (kánun) egészítettek ki. A hittudósok állami hivatalnokokká váltak, az ulema ezzel vallási függetlenségét adta fel.
Szulejmán figyelmét elsősorban Európa kötötte le, ahol a Földközi-tenger feletti ellenőrzés megszerzését és a Habsburg Birodalom legyőzését tűzte ki célul. Mivel 1521-ben Nándorfehérvár elesett, majd 1526-ban Mohácsnál a magyar sereg megsemmisítő vereséget szenvedett, a belharcoktól zilált Magyar Királyságra mint hatalmi tényezőre már nem lehetett számítani. Szulejmán Magyarország középső területeit vazallusára, Szapolyai Jánosra hagyta, majd 1527-ben Bécs felé vonult, és a város ostromát 1529-ben megkezdte. Ezt és 1532. évi hadjáratát a Habsburgok visszaverték.

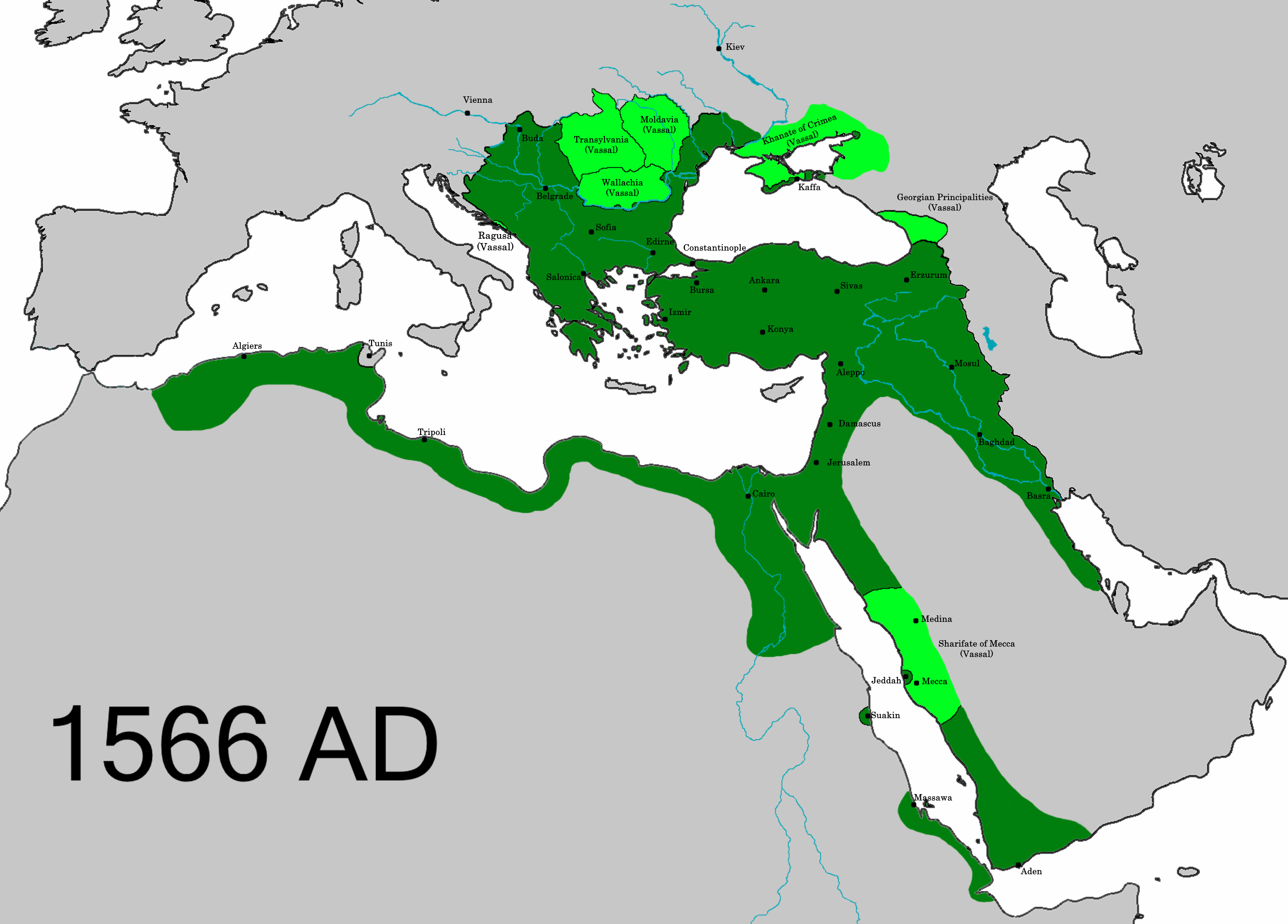
Az Oszmán Birodalom kiterjedése I. Szulejmán halálának évében, 1566-ban

Szapolyai halála után Szulejmán megszállta Magyarország középső részét, így közvetlenül szemben állt a Habsburg Birodalommal. Az európai hegemóniáért küzdő Habsburgok és franciák mellett megjelent az Oszmán Birodalom mint hatalmi-politikai tényező, amelyet a franciák ki is használtak céljaik eléréséhez. A földközi-tengeri régióban is kiélesedtek az ellentétek, V. Károly császár a Genovai Köztársasággal szövetségben harcot indított az oszmánok ellen, elfoglalta Tuniszt. Szulejmán flottabázist létesített a Johannitáktól elhódított Rodoszon (1522), akik ettől kezdve Máltán rendezkedtek be.

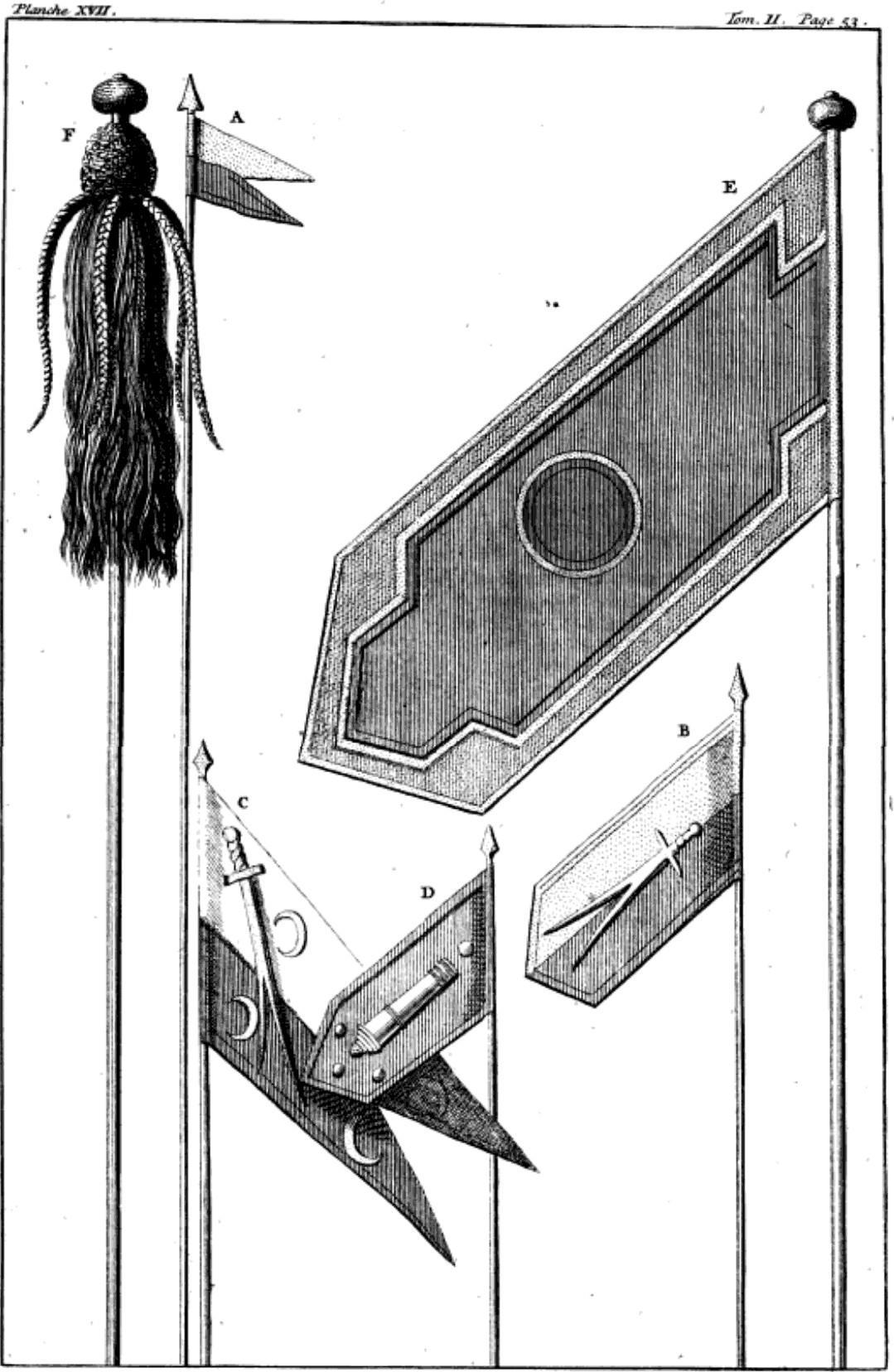
Oszmán hadijelvények (Luigi Marsigli, 1732)

Szulejmán 1534 és 1554 között háromszor tört be Iránba, de végső győzelmet nem aratott, békekötésre kényszerült, és a Kaukázuson túli területeken megosztozott a Szafavidákkal (1555), Irakot azonban megszerezte. A keleti flottát a régi kereskedelmi útvonalak megszerzése érdekében hozták létre, és a Szuezben, Baszrában állomásozó hajóik segítségével bevették Ádent (1530), Szuákint (1542) és Maszavát (1557). Afrika keleti partjainál megütköztek a portugálokkal, akik meggyengülését kihasználva a hollandok és a britek átvették a kereskedelem ellenőrzését a térségben, majd szembefordultak az oszmánokkal.
Szulejmánnal kapcsolatban mindenképpen említésre méltó felesége, Hürrem szultána birodalmi szintű befolyása is. A rutén származású rabszolganő 1534-ben lett Haszeki szultána, és hatalma az egész birodalomra kiterjedt. Hürrem kétségtelenül a világtörténelem egyik legnagyobb női személyisége. Nemcsak egyetlen szerelme maradt Szulejmánnak, hanem politikai tanácsadója is volt. Intrikáinak áldozatul esett több nagy hatalmú és magas rangú államférfi (például Pargali Ibrahim pasa vagy Kara Ahmed pasa), valamint a szultán legidősebb fia, Musztafa herceg is. Hürremmel vette kezdetét „a nők szultanátusa” nevű, közel 130 éven át tartó korszak.
Szulejmán a Zrínyi Miklós által védett Szigetvár ostroma közben halt meg, 1566-ban. Magyarország veszteségei a Habsburgokat is békekötésre késztette.
Az óceánokon robbanásszerűen fejlődő kereskedelmi hajózás, különösen az újvilágból beáramló ezüstmennyiség, a birodalom gazdasági stabilitására is hatással volt. Szulejmán uralkodásának utolsó évtizedében infláció fenyegetett, és az elkövetkező hanyatlás csírái mutatkoztak. A gazdaság stabilizálása érdekében szigorítottak az adóbevételek behajtásán, új adónemeket vezettek be, még a katonák zsoldját is rendszertelenül fizették. Északról Oroszország tört a Fekete-tenger felé, a balkáni népek és Magyarország folyamatosan lázadtak az oszmán uralom ellen. Az oszmán törekvések Magyarországon azért buktak meg, mert a birodalom erőit meghaladó célokat tűztek ki, de Szulejmán hibás lépései következtében – Erdély önállósítása, tétova, elkésett hadjáratok Magyarországon, 1540 után elkeseredett küzdelem a központi területek ellenőrzése miatt – azt sem érte el, amire képes lehetett volna.

### A hanyatlás

#### Despotizmus, nőuralom, a lepantói csata

A lepantói csata

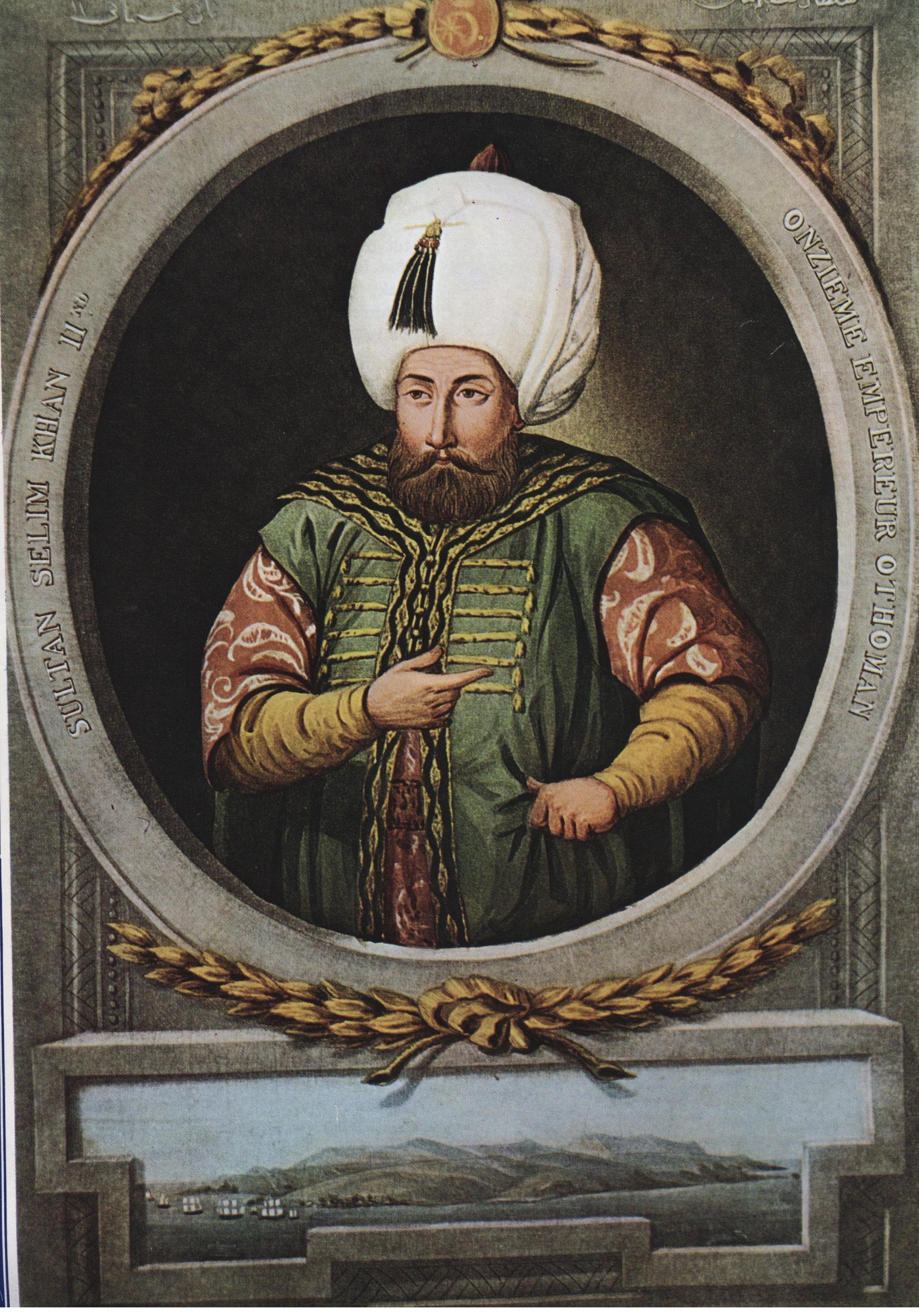
II. Szelim (1566–1574)

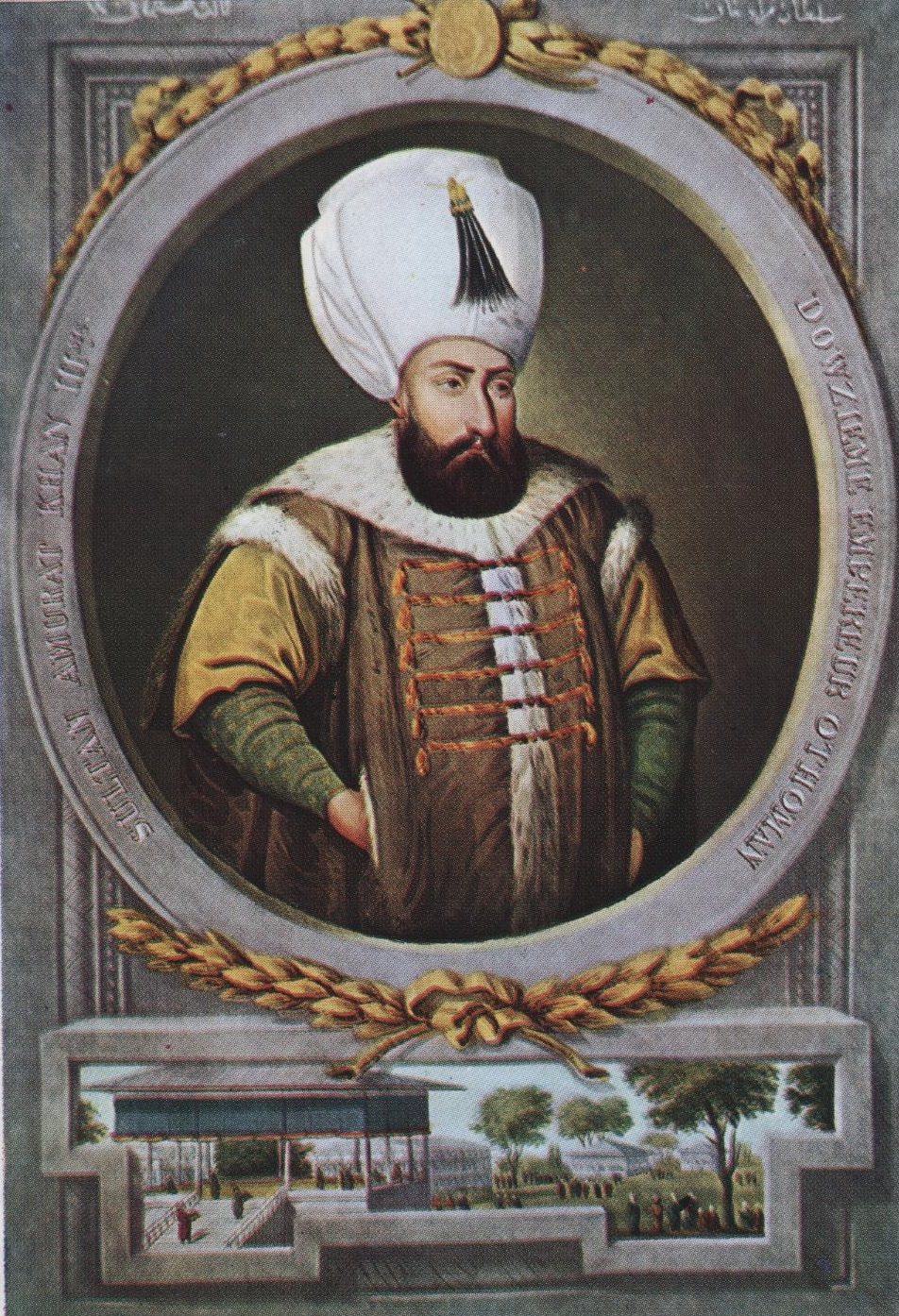
III. Murád (1574–1595)

Szulejmán fiát, II. Szelimet (1566–1574) már a nép is „iszákos”-nak (Mest) gúnyolta, aki nem sokat törődött az állam irányításával, bár a birodalom még ekkor is gyarapodott. Szulejmán halála után a hadsereg még viszonylag stabil erőt képviselt az európai hadszíntéren. A sereg vezetése a szerb származású, legendás Szokoli Mehmed kezében maradt, aki 1571–1572-ben megszerezte Ciprust a velenceiektől.
A Kazanyi és az Asztraháni Kánság orosz kézre kerülése átrendezte Kelet-Európa erőviszonyait és elvágta a krími tatárok keleti utánpótlási útvonalát. Az oszmánok spanyolországi törekvései, melynek célja az onnan kiűzött mórok és észak-afrikaiak visszatelepítése volt, kudarccal végződtek. V. Piusz pápa 1571-ben, a Szent Ligában egyesítette a spanyolokat és a velenceieket, és közös flottájukkal a Jón-tengernél, 1571. október 7-én, Lepantónál megsemmisítették az oszmán hajóhadat. Az oszmánok nem adták fel, Cipruson új flottát szerveztek.
Utódjának, III. Murádnak (1574–1595) korszaka háremintrikáktól volt terhes. A tényleges hatalmat édesanyja, Nurbanu szultána és kedvenc felesége, Szafije szultána gyakorolta. A janicsárságot nagymértékű korrupció hatotta át. A „nőuralom” időszakában, a hárem intrikáinak befolyása alatt végeztette ki a szultán a tehetséges hadvezért, Szokoli Mehmed pasát is.
III. Mehmed (1595–1603) trónra lépése után mind a tizenkilenc fiútestvérét és több mint húsz nővérét is megölette. Uralkodásának legfontosabb eseménye a tizenöt éves háború volt Magyarországon (1593–1606).
Édesanyja, Szafije, a „Valide” szultán nagy befolyással volt az uralkodóra.

#### A hegemónia csökkenése

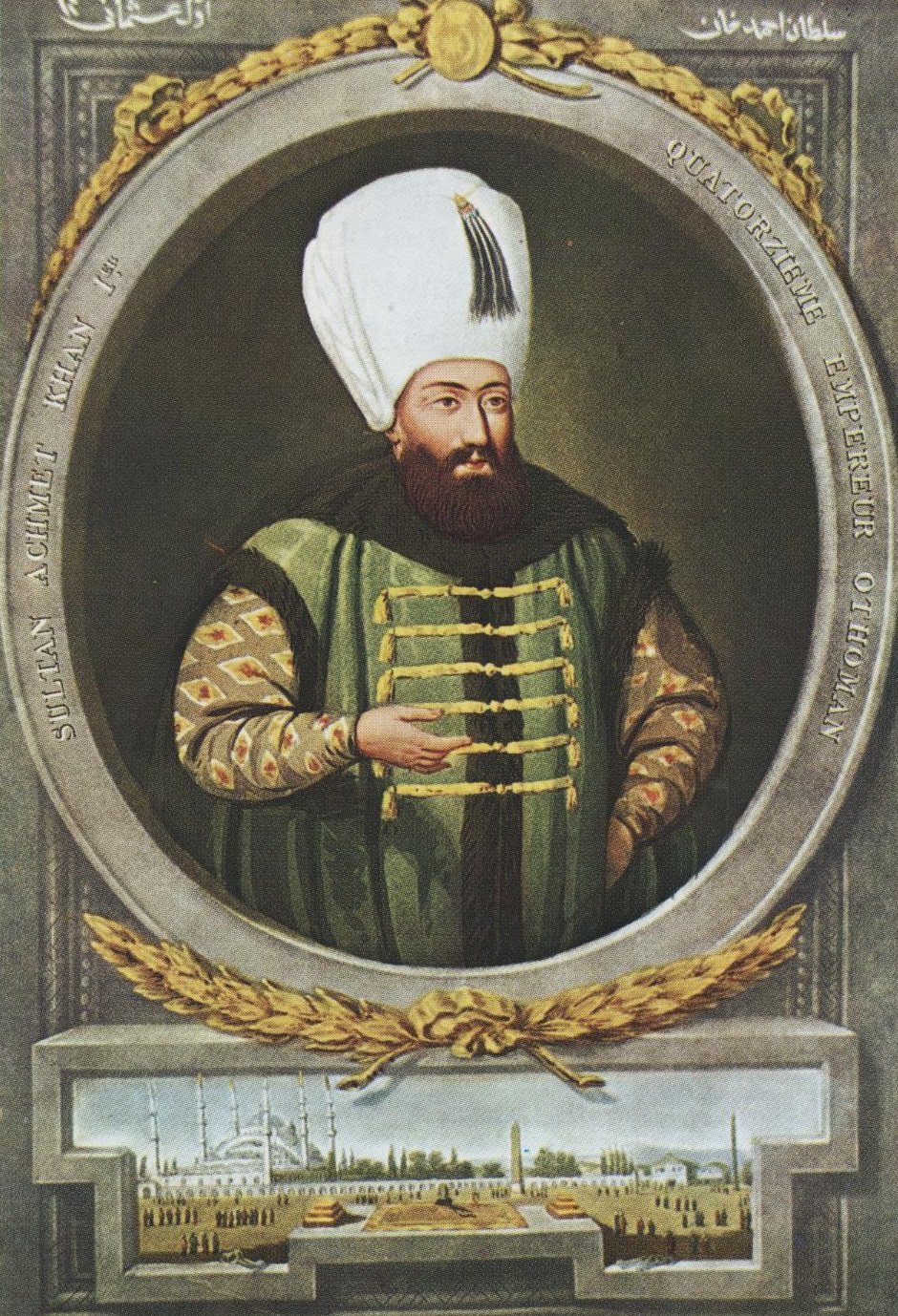
I. Ahmed (1603–1617)

Fia, I. Ahmed (1603–1617) szakított az addig általános testvérgyilkosság gyakorlatával, amelyet – elkerülendő a hatalmi harcokat – a birodalom stabilitása érdekében elődei gyakoroltak. Kezdetben energikus uralkodóként gyakorolta a hatalmat, azonban a hadi sikerekben nem jeleskedett. Magyarországon és Perzsiában a Szafavidákkal szemben területeket vesztett, a zsitvatoroki béke 1606-ban megszüntette a Habsburgok adófizetési kötelezettségét, Grúzia és Azerbajdzsán a Szafavidáké lett.
Utódja, I. Musztafa (1617–1618 majd 1622–1623) hatalmát palotaforradalom döntötte meg, mivel gyengeelméjűnek tartották.
I. Ahmed kiskorú fiát, II. Oszmánt (1618–1622) lázadó janicsárok ölték meg, mivel Oszmán, fiatal kora ellenére is felismerte a janicsárok túlzott hatalmának veszélyeit a birodalomra nézve. A janicsároknak érdekében állt gyenge uralkodót látni a trónon, ezért I. Musztafa visszakerült a trónra. A ulamá a szpáhikkal szövetkezve leverte a janicsárok önkényét, és Musztafát 1623-ban megfosztotta a tróntól.
Ahmed másik fiát, a 14 éves IV. Murádot helyezték a trónra, aki a janicsárok hatalmának visszaszorítását tervezte. A mindent átszövő korrupció megszüntetésére törekedett, harcot indított az élvezeti cikkek fogyasztása ellen. IV. Murád a folyamatosan lázongó, megbízhatatlan, korábban elitcsapat janicsárok mellett, oszmán reguláris hadsereg kiépítésébe kezdett, de a tapasztalatlan sereg az iráni Szafavidáktól vereséget szenvedett. Azerbajdzsán, Bagdad és Moszul is átmenetileg elveszett (1623) a birodalom számára, ezeket csak 1638-ban sikerült visszaszerezni. Északon a kozákok támadták a fekete-tengeri török városokat, sőt még a Boszporusznál is megjelentek (1624–1626). Libanonban a drúzok lázadtak fel a pápa és a spanyolok támogatásával, ám ezt sikerült leverni, mivel a katonai segítség a keresztények részéről végül elmaradt.
IV. Murád utódja, Ibráhim (1640–1648) a hárem befolyása alatt állt. A birodalmat a nagyvezíre irányította. Ibrahim regnálása alatt jelentősen csökkent a birodalom nyugati befolyása is, az ő ideje alatt indult meg a török kiűzése Magyarországról. Bár pénz- és adóreformok kivitelezésébe kezdett, fényűző életmódja az így keletkezett többletet felélte. A velenceiek, felbátorodva az oszmánok átmeneti vereségein, támadást szerveztek ellenük, de egy huszonöt éves háború folyamatos csatározásai ellenére sem tudták véglegesen átvenni a Földközi-tenger feletti ellenőrzést. Az oszmánok partra szálltak Krétán 1645-ben, és sorra foglalták el a krétai városokat. A sziget akkori székhelye, Kandia, 1669-ig állt ellen a török nyomásnak. Ibrahimot 1648-ban megfojtották.

#### A nagyvezírek korszaka, Bécs utolsó ostroma

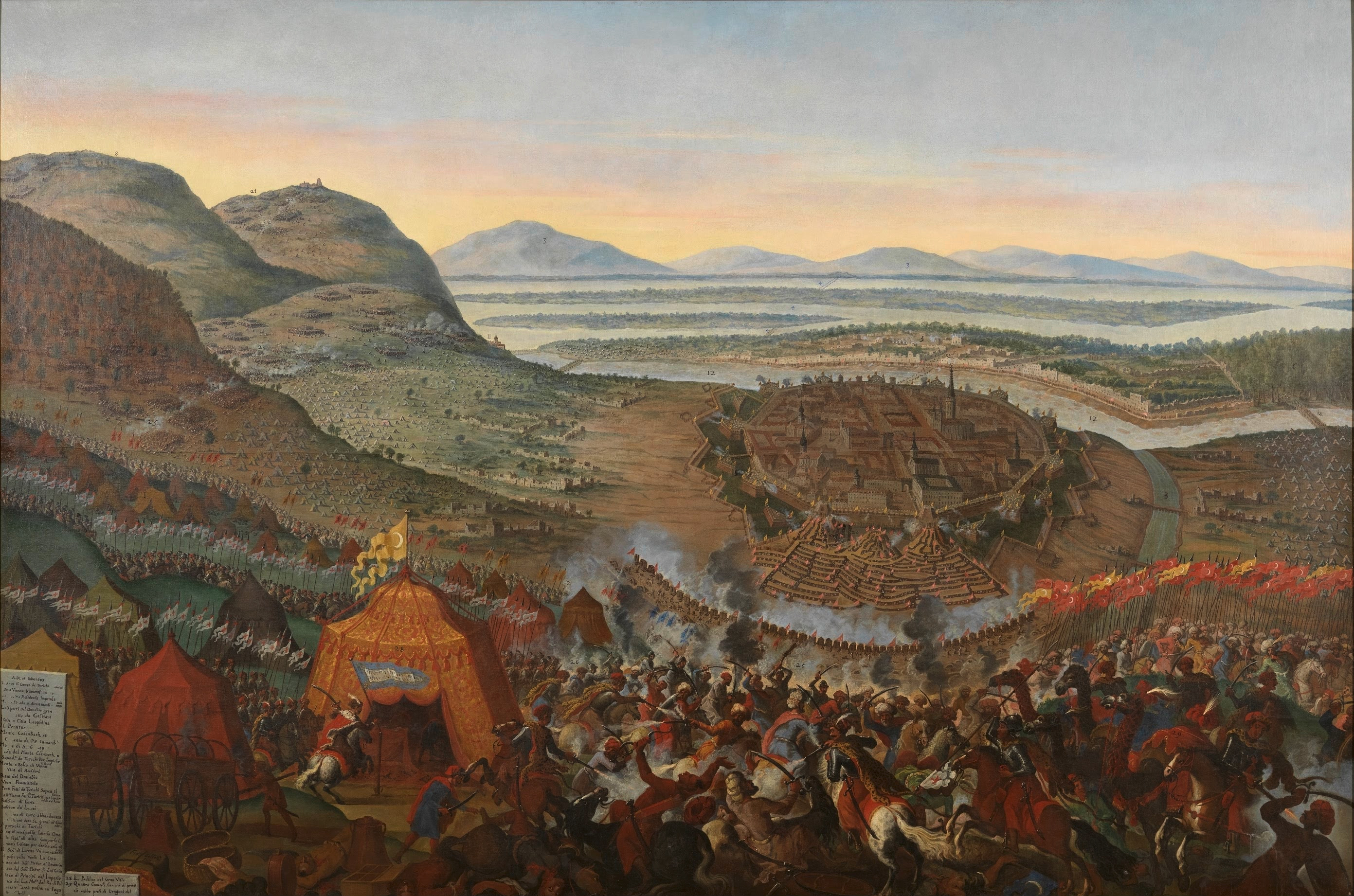
A törökök Bécs előtt (1683)

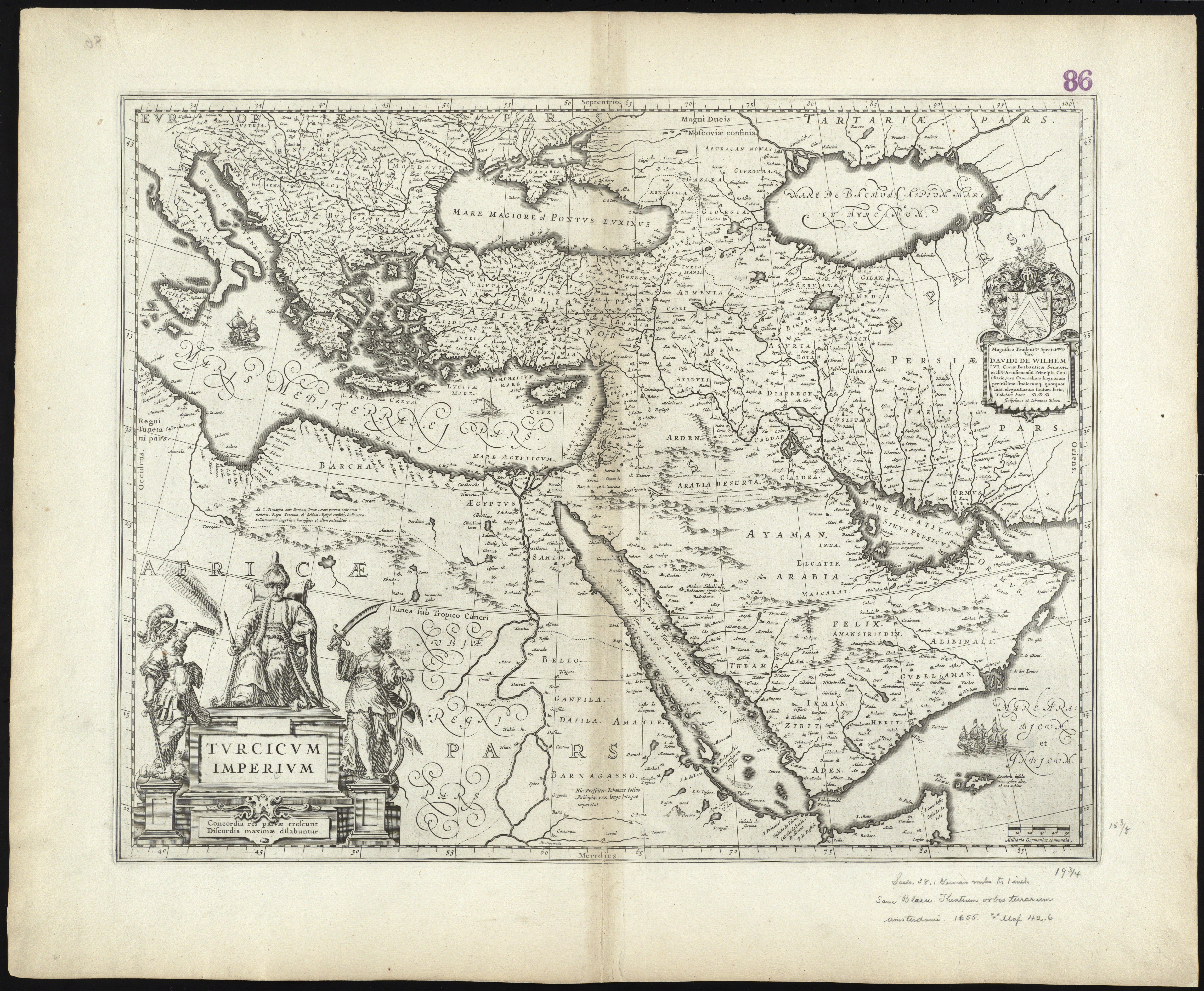
Az Oszmán Birodalom térképe 1640 körül

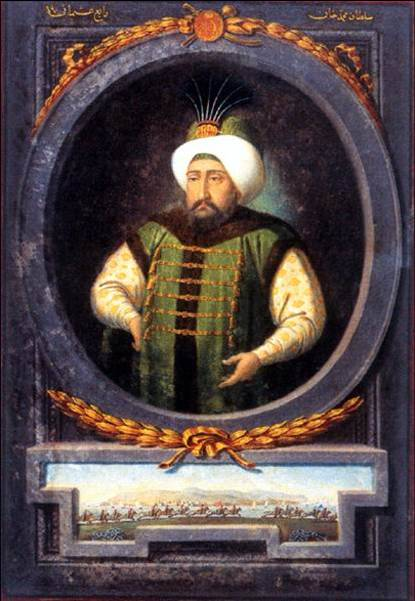
IV. Mehmed (1648–1687)

IV. Mehmed (1648–1687) uralkodása alatt az ország anarchiába süllyedt. A stabilitás az idős Köprülü Mehmed nagyvezír nevéhez fűződik (1656–1661). Köprülü Mehmed kinevezésére a birodalom-szerte eluralkodó hanyatlás közepette került sor. A nagyvezír ötéves működése alatt újjászervezte a birodalom közigazgatását, fia, Köprülü Ahmed (1661–76), majd ennek sógora, Kara Musztafa egyfajta nagyvezíri dinasztiát képviselt a korabeli a közigazgatásban. Csökkentették a hárem befolyását, a janicsáragák visszaéléseit és határozott pénzügyi politikával stabilizálták a gazdaságot. A vakufok (nemes adományok) rendszerét felülvizsgálták és lefoglalták azokat, amelyekből nem folytak be jelentős adóbevételek, majd ezeket adóbérletekké változtatták. Az ulemák bevételét is jelentősen megnyirbálták. A megnövekedett bevételekből megerősítették a flottát és a hadsereget, ezzel féken tudták tartani a lázongó és leszakadni készülő peremállamokat. Az Oszmán Birodalom újbóli megerősödését mutatta az Erdély elleni büntetőhadjárat, az ukrajnai terjeszkedés és a Krétán elért hadi sikerek, ugyanakkor a birodalom elérte korlátait.
Köprülü Ahmed 1663-as magyarországi hadjárata és Érsekújvár elfoglalása erős oszmánellenes koalíciót hozott létre a Habsburg Birodalom, a Német-Római Császárság és a Rajnai Szövetség részvételével, és a nyugati típusú hadseregek fölényét mutatta az 1664-es szentgotthárdi csata, melyet Vasváron húsz évre szóló fegyverszünet követett. 1668-ban Dorosenko kozák hetman, a bal parti Ukrajna vezetője a lengyelek elleni háborúban behódolt az oszmánoknak, majd az utóbbiak elfoglalták Kamieniecet, Wiśniowiecki Mihály lengyel királyt békére kényszerítve, de a további terjeszkedésük erős orosz ellenállásba ütközött. Kara Musztafa bevonult Kijevbe, de erői akkora veszteséget szenvedtek, hogy inkább lemondott a terület meghódításáról és nyugat felé fordult. 1682-ben a Porta Thököly Imrét Felső-Magyarország vazallus fejedelmévé nevezte ki, de a Bécs elleni offenzíva összeomlással végződött. Összességében elmondható, hogy a Köprülü-korszak a háborúskodással és a terror alkalmazásával csak feltartóztatni tudta a birodalom hanyatlását, de megállítani nem. Másrészt míg I. Szulejmán korszakára az oszmánok erőfölénye, továbbá a tizenöt éves háborúra az egyensúlyi helyzet volt jellemző, a 17. századi Nyugat- és Közép-Európában olyan gazdasági, adminisztratív és katonai változások zajlottak, melyek hozzájárultak a hadügyi forradalomból kimaradó Oszmán Birodalom 17. század végi legyőzéséhez.
A nagyvezír 1683 januárjában a Habsburgok ellen fordult, akiknek XIV. Lajos francia király támadásától is tartaniuk kellett, ezért Ausztria könnyű zsákmánynak tűnt. Bécs városát ekkor mintegy 40 000 főnyi katonaság védelmezte, akiknek nagy része az oszmánok százezres felvonulásának hírére az udvarral együtt nyugatra menekült. A megmaradt 16 000 főnyi védősereg, az elővárosok lakosaival kiegészülve súlyos ellátási gondokkal is küszködött. Az ostromgyűrű 1683 júliusában zárult be a város körül, és a túlerőben levő oszmán sereg már győzelmének biztos tudatában megkezdte a város körüli telkek felosztását is. A nélkülözések és az ostrom hatására a védősereg létszáma mintegy négyezer főre apadt; ekkor érkezett meg III. (Sobieski) János lengyel király felmentő serege, aki 1683. szeptember 12-én, Lotaringiai Károly herceg hadaival közösen a kahlenbergi csatában, majd az üldözés során a párkányi csatában megsemmisítő vereséget mért az elbizakodott ostromlókra. A vereség miatt Kara Musztafát a szultán kivégeztette.

#### Visszavonulás és látszatintézkedések

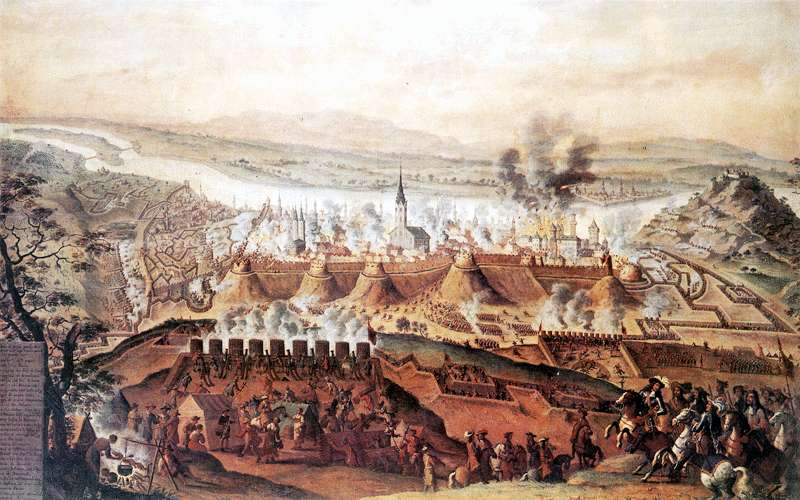
Budavár ostroma (1686)

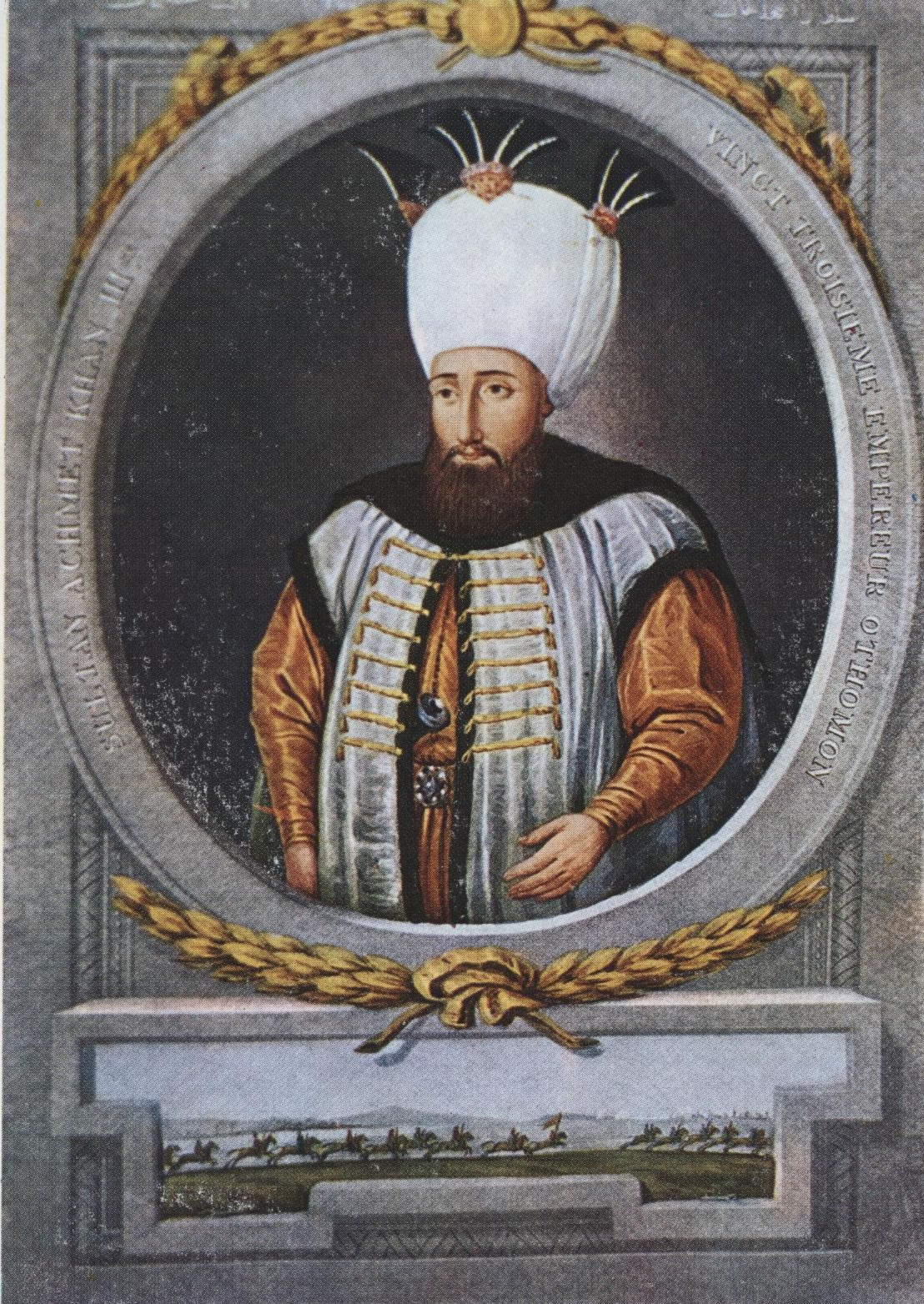
III. Ahmed (1703–1730)

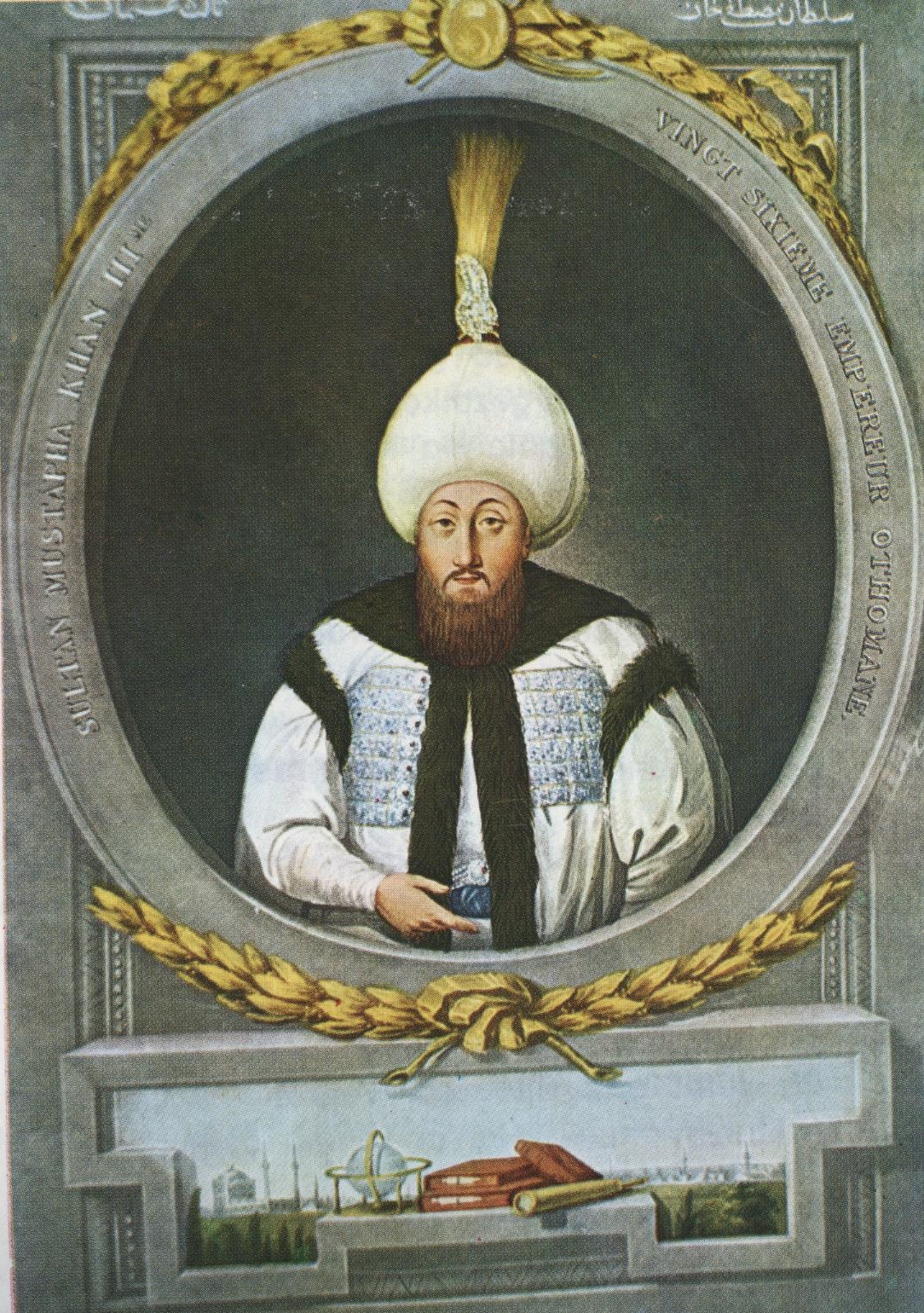
III. Musztafa (1757–1774

A bécsi vereséget kihasználva, az európai hatalmak a törökök végleges kiűzésére offenzívát indítottak (1684–1687). A Szent Liga újjáalakult, a Habsburgok 1686-ban visszafoglalták Budát, a velenceiek Athént szerezték meg. Az oroszok az Azovi-tenger környékén, a lengyelek Moldva ellen indítottak hadjáratot.
A magyar rendekkel elfogadtatták a szabad királyválasztási jogukról való lemondást a Habsburgok számára (1687), cserébe a török kiűzéséért. A sorozatos területvesztés hatására Isztambulban palotaforradalom tört ki, és Mehmedet letaszították a trónról. Fivére, II. Szulejmán (1687–1691) további veszteségeket szenvedett el, Nándorfehérvár elesett, és Nišnél a Habsburgok verték meg őket. Musztafa Köprülü nagyvezír újabb erőtartalékok bevetésével és a franciák Habsburgok elleni hadba vonulását kihasználva ugyan még visszafoglalta Nándorfehérvárt, ám Szalánkeménnél elesett. II. Ahmed (1691–1695) és II. Musztafa (1695–1703) uralkodása sem volt hadi szempontból sikeres. A karlócai békeszerződés (1699) értelmében elvesztették Magyarországot a Temesköz kivételével, Erdélyt, Szlavóniát, Horvátországot. Ukrajnát Lengyelországnak engedték át, míg a Peloponnészoszt és Dalmácia nagy részét a velenceieknek.
III. Ahmed (1703–1730) és I. Mahmud (1730–1754) több-kevesebb sikert értek el az oroszokkal vívott csatákban, ám a birodalom végnapjai úgy tűnt, meg vannak számlálva. A Temesközt véglegesen, Nándorfehérvárt, Észak-Szerbiát és Havasalföldet ideiglenesen elvesztették (1717). A velenceiekkel szemben még értek el mérsékelt sikereket, így Görögország a birodalom része maradt, és a széthulló Szafavida Birodalommal szemben is eredményesen vették fel a harcot, de Nagy Péter seregeit a Kaszpi-tenger mellett már nem tudták feltartóztatni.
III. Oszmán (1754–1757) uralkodása látszatintézkedésekkel telt. A kocsmák és a nők szabad közlekedésének betiltásával próbálta politikai eszményeit megvalósítani.
Az őt követő III. Musztafa (1757–1774) és I.Abdul-Hamid (1774–1789) korában a hanyatlás már nyilvánvalóvá vált. Nagy Katalin orosz cárnő csapatai elfoglalták Iaşit és Bukarestet. Bevonultak Örményországba, és az erős orosz flotta a görögök felkelésének támogatása mellett megsemmisítette az oszmán hajóhadat, Híosz szigeténél. A Duna-menti Kücsük-Kajnardzsiban orosz–török háborút lezáró békeszerződés értelmében az oroszok jogot nyertek a szabad fekete-tengeri hajózásra, és arra, hogy a Dardanellákon csapatokat hajóztassanak. Egyúttal az orosz uralkodó a balkáni keresztény népek védelmezőjének nyilvánította magát. A hajózás biztosítása a Boszporuszt és vidékét hosszú időre különböző idegen hatalmak játékszerévé tette.

#### Idegen hatalmak befolyása alatt
Egyfelől az oszmánokkal szemben fellobbanó lázadások, amelyek kihatással voltak a térség stabilitására, másfelől a geopolitikai játszmák, amelyek a britek és franciák Oroszországgal szembeni növekvő félelmét tükrözték, azt eredményezték, hogy a nyugati hatalmak az Oszmán Birodalmat bizonyos szempontból a védelmükbe vették. A nagy keleti agrárbirodalmak kora lejárt, a világpolitika irányvonalait a 19. századtól kezdve már a nyugat-európai polgárság nagyhatalmi törekvései határozták meg.

#### A haladás csírái
A 18. században a sorozatos területvesztés és kudarcok ellenére a birodalom világpolitikai helyzetének megítélésében pozitív változások figyelhetők meg, amelyek előrevetítették egy esetleges modernizáció lehetőségét is. A karlócai béke volt az első olyan békeszerződés, amelyet a keresztény államok egy iszlám állammal kötöttek, a világi államok jogrendszerének alapján. Az Oszmán Birodalomnak tiszteletben kellett tartani az államközi kapcsolatokban kialakult szokásjogot, egyezményeket és diplomáciai kapcsolatokat. Az 1718-as pozsareváci és az 1739-es belgrádi békeszerződés erősítette ezt az állapotot.

### „Európa beteg embere”, modernizációs kísérletek

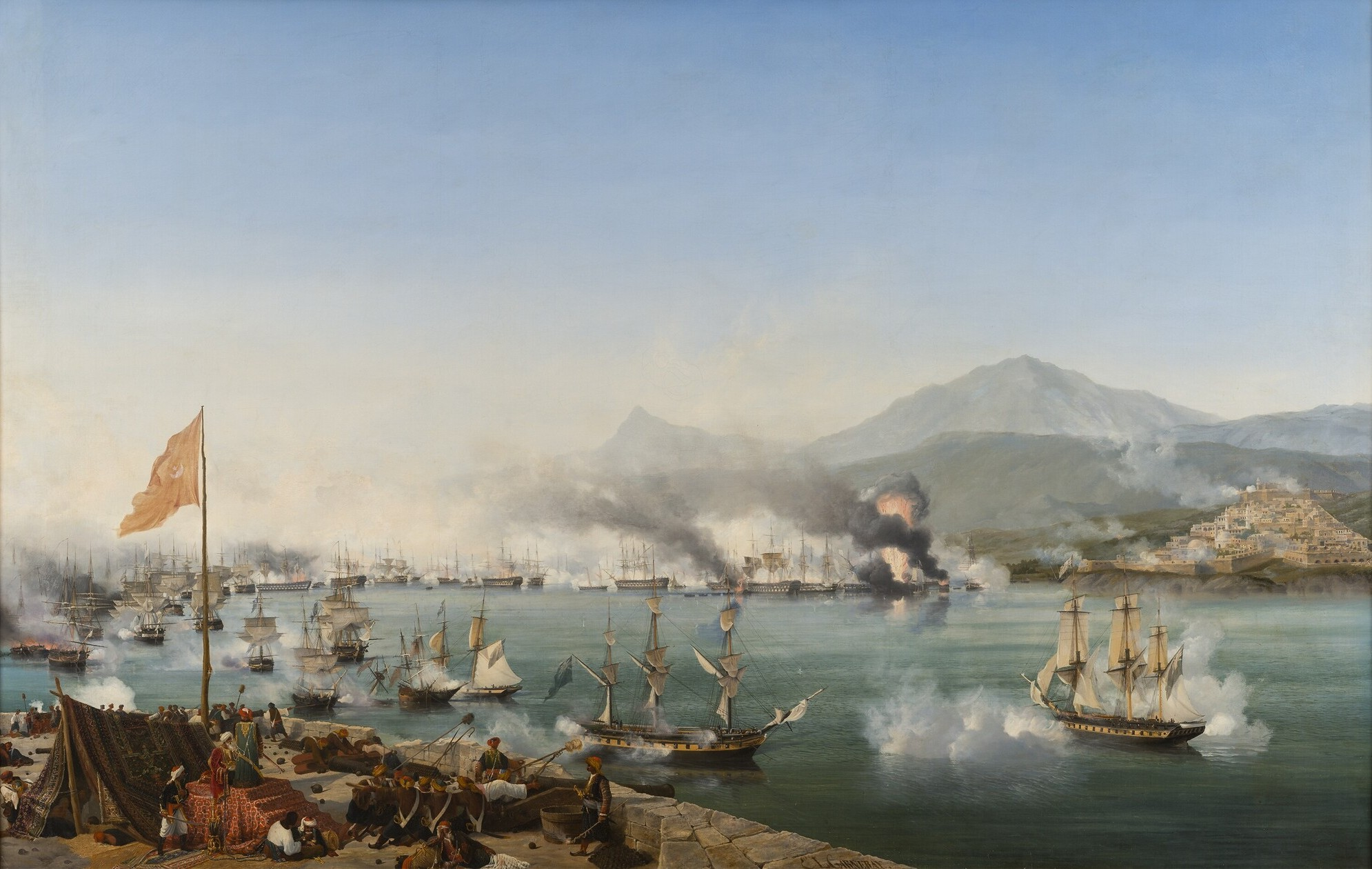
Navarinói csata (1829), Görögország kivívta függetlenségét az oszmán uralom alól

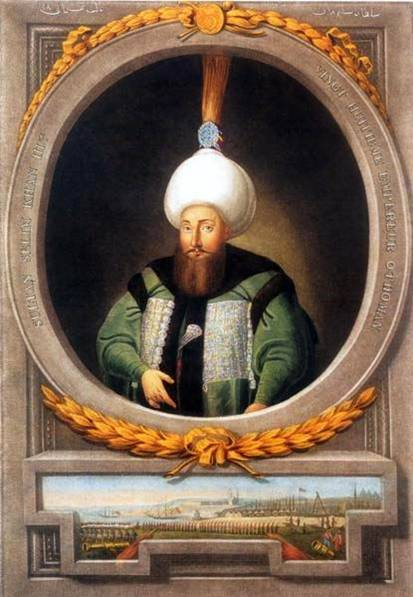
III. Szelim (1789–1807)

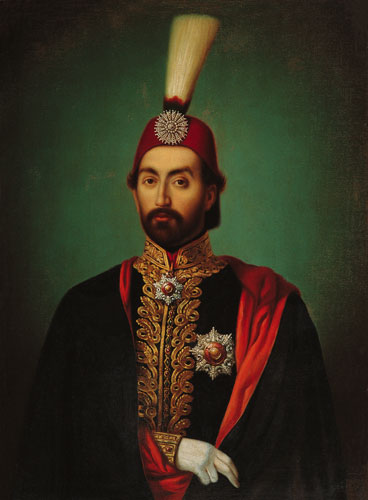
I. Abdul-Medzsid (1839–1861)

1793–1802 között a román fejedelmek harcoltak függetlenségükért, majd a szerbek lázadtak fel a birodalom ellen, és Nándorfehérvár (Belgrád) elfoglalása után (1806) kikényszerítették alkotmányukat. Ekkor már III. Szelim (1789–1807) számára is nyilvánvalóvá vált, hogy jelentős reformok és strukturális átalakítások nélkül a birodalom az európaiaknak esik áldozatul. Reformjait nem vihette végbe, mivel egy felkelés letaszította a trónról, és meggyilkolták. Utódját, IV. Musztafát (1807–1809) viszont reformellenessége miatt állítottak félre. Az őt követő II. Mahmud (1809–1839) azonban már mélyreható változásokat vitt végbe a birodalom stabilitása érdekében. A reformfolyamatok akadályozásában érdekelt janicsárok lázadását kegyetlen vérfürdő közepette verte le 1826-ban, ami azonban a hadsereg ütőerejét nagy mértékben csökkentette. Ennek ellensúlyozására, porosz tisztek közreműködésével, európai mintára katonaiskolákat és oktatási intézményeket hoztak létre. A szultán Napóleon oldalán belesodródott az európai háborúkba, ezt használta ki az oszmán fennhatóság alatt álló egyiptomi tartomány kormányzója, Mohamed Ali arra, hogy önálló politikába kezdjen a birodalomtól függetlenül. 1817-ben újabb szerb felkelés során megalakult Szerbia önkormányzata. 1821–1829 között a felkelések nyomán Görögország függetlenné vált, az algériai oszmán területek a franciáké lettek. A reformfolyamatok eredményeképpen népiskolák jöttek létre, és megjelentek az első újságok is (1831).
I. Abdul-Medzsid szultán (1839–1861) a modernizációs törekvések jegyében (a Tanzimati Hairije, azaz a „jóindulatú rendelkezések” kora) rendeletet adott ki, amelyben deklarálta a polgárok egyenlőségét, a tulajdon és szabadságjogokat, és adóreformokat helyezett kilátásba. Sajnos ezek a rendelkezések megmaradtak a kinyilatkoztatások szintjén. 1856-ban adta ki a Hatti Humájun című rendeletét, amely az Oszmán Birodalom keresztény polgárainak ígért teljes egyenlőséget, azonban az eddig lényegesen nagyobb szabadságot biztosító önkormányzatuktól (Milletek) fosztotta meg őket.
1853-ban az angolok és az oroszok tárgyalásokat kezdtek az Oszmán Birodalom felosztásáról, ám ezek nem vezettek eredményre, hiszen a nyugati hatalmaknak érdekében állt az oroszokkal szembeállítani a már halódó, de katonailag még jelentős potenciállal bíró birodalmat. A pánszlávizmusra és az ortodoxiára hivatkozó Orosz Birodalom a krími háború során az angol–francia szövetséggel került szembe, de az 1877–1878-as háború során az orosz haderő balkáni szövetségeseivel egészen Konstantinápolyig tört előre. Ennek a háborúnak köszönhetően jutott Bulgária 1878-ban saját önkormányzathoz, akkor lett független Szerbia, Montenegró és Románia, és az örményországi területek fölött is meglazult a Magas Porta ellenőrzése. A franciák 1881-ben rohanták le Tunéziát, a britek pedig 1882-ben szállták meg Egyiptomot.

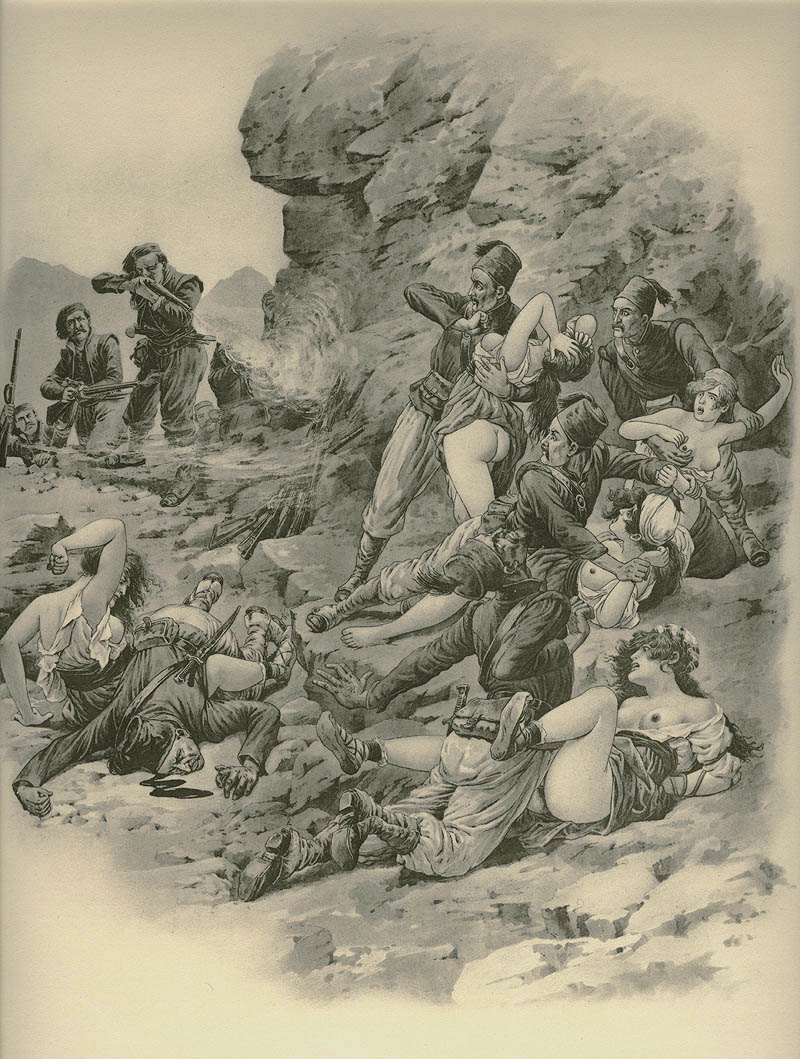
Gottfried Sieben: Balkangreuel. Bulgáriában 1860–1868 között zajlott a nemzeti felszabadító harc

Az európai függetlenségi mozgalmak és polgári szerveződések a birodalom belpolitikai fejlődésén is éreztették hatásukat. Abdul-Aziz szultán (1861–1876) uralkodása alatt polgári mozgalom vette kezdetét, amely elérte az oktatás és a pénzügy reformját, így korszerű egyetem (1869) és bankrendszer (1863) kialakítására nyílt lehetőség, haladó szellemű könyveket adtak ki, színdarabokat mutattak be. A tisztikar és a képzett hivatalnokréteg nyugatra tekintett, és a birodalom felzárkóztatását próbálta kiharcolni.
Abdul-Azizt egy tehetséges politikus, Midhát pasa által vezetett összeesküvés buktatta meg, utódja V. Murád (1876) lett, akit három hónap múlva elmebetegsége miatt mentettek fel. A reformkörök ekkor II. Abdul-Hamidot (1876–1909), a később „vörös szultán”-ként elhíresült uralkodót emelték trónra, akinek támogatásával Midhát pasa kihirdette az első oszmán birodalmi alkotmányt, amely parlamentáris kormányt, lelkiismereti és szólásszabadságot ígért.
A szultán azonban az előjogaikra féltékeny nagybirtokosok hatására szakított a reformpolitikával, Midhát pasát 1877-ben felmentette, később bíróság elé állíttatta.

### A birodalom bukása – A Török Köztársaság létrejötte

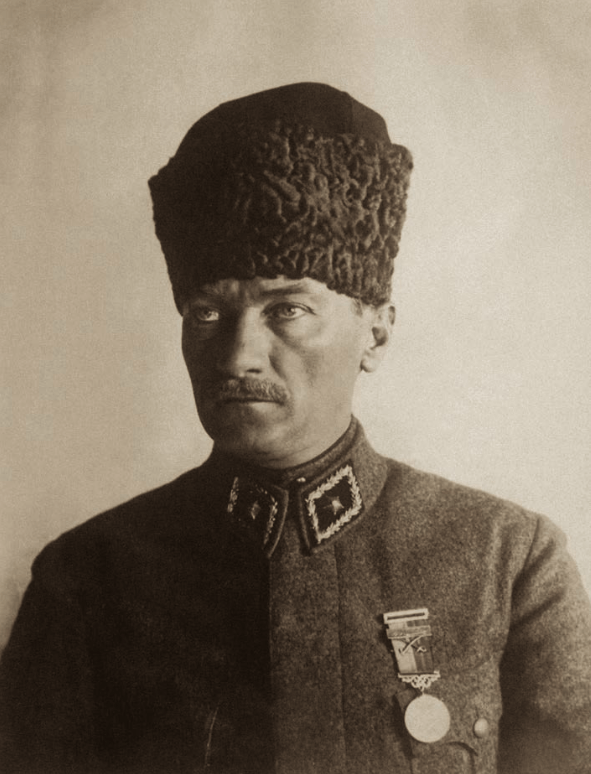
Mustafa Kemal Atatürk, a Török Köztársaság első elnöke

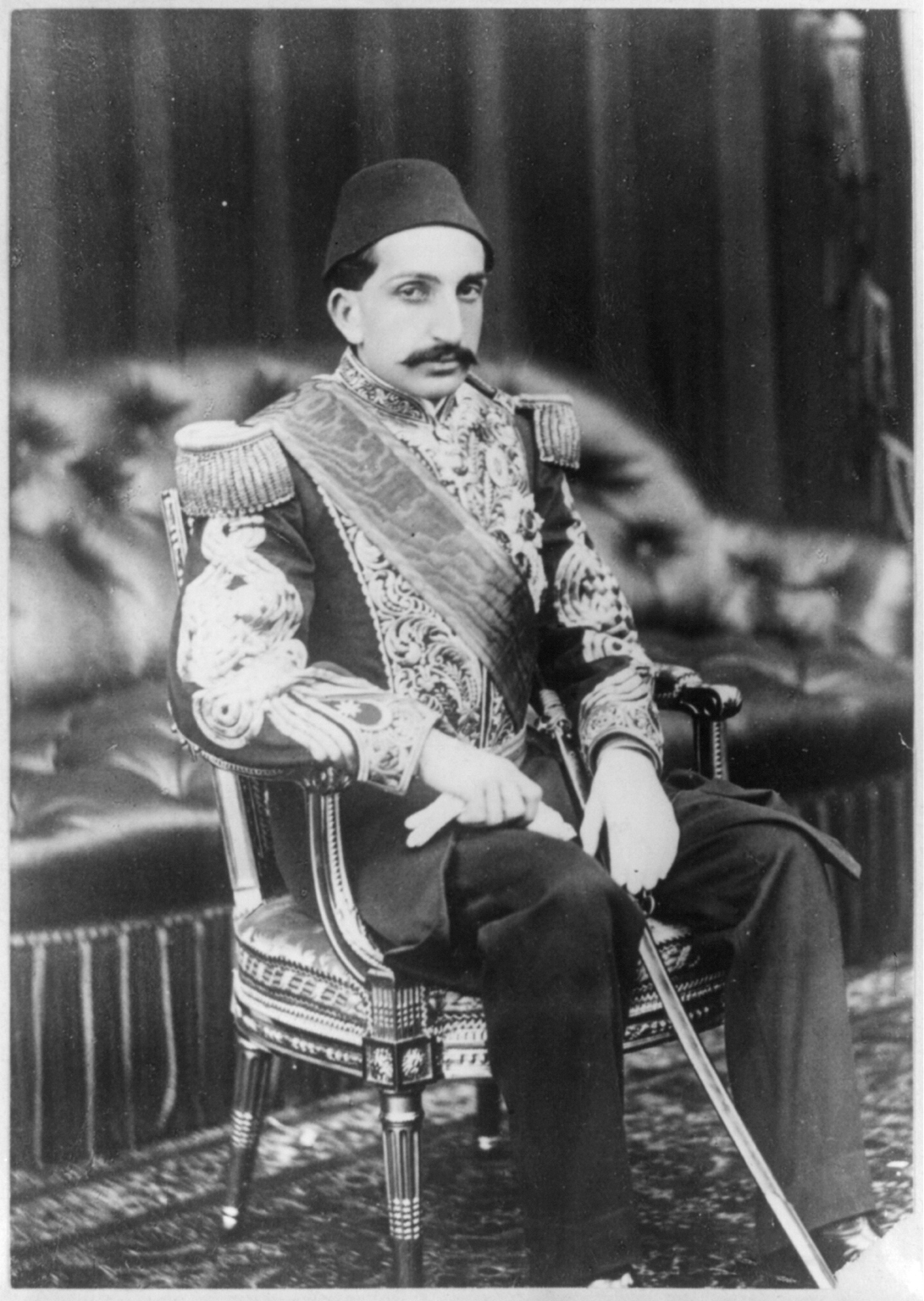
II. Abdul-Hamid (1876–1909)

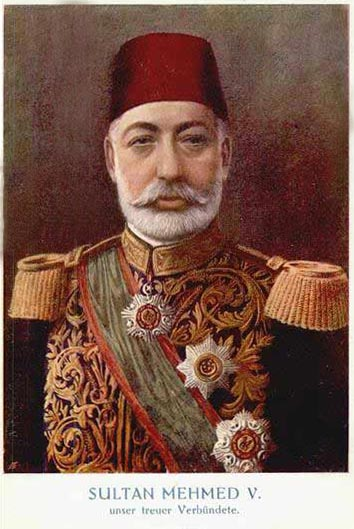
V. Mehmed (1909–1918)

A nyugati hatalmak, elsősorban a császári Németország, erős befolyással bírtak a szultánra annak érdekében, hogy az Oszmán Birodalom területén tervezett vasútépítésekhez koncessziót szerezzenek tőle. Ezek az építkezések képezték az alapját a későbbi Bagdad–Hidzsáz vasútvonal szerződéseinek. A német törekvés tulajdonképpen az angolok ellen irányult, a Berlin–Vörös-tenger, és a Berlin–Perzsa-öböl összeköttetésekkel jelentős gazdasági, geopolitikai előnyre tettek volna szert a britekkel szemben. Az egykori hatalmas birodalom egyre inkább félgyarmati státusba került.
Az angolok és a franciák, a németek befolyásának ellensúlyozására, támogatták a birodalom déli és keleti tartományainak elszakadási törekvéseit. Abdul-Hamíd terrorral válaszolt ezekre a törekvésekre, amellyel szemben a reformisták (amelynek élcsapata az ún. Ifjútörökök, elsősorban fiatal nacionalista tisztek és hivatalnokok voltak) mozgalomba tömörültek, és a török nacionalizmus égisze alatt 1908-ban, Szaloniki polgárainak támogatásával, az Egység és Haladás Bizottsága vezetésével, átvették a hatalmat. Az 1878-as alkotmányt visszaállították, és parlamentet alakítottak. A szultáni erők puccskísérletét sikeresen hárították, mivel a reformisták maguk mögött tudhatták nemcsak a hadsereg, hanem a vidék támogatását is. A szultánt 1909-ben internálták, helyére bátyja, V. Mehmed (1909–1918) került, akinek valójában már nem volt befolyása a politika alakulásába.
Az első Balkán-háború (1912) során a pénzügyi és utánpótlási problémákkal küzdő oszmán sereg nem tudta megakadályozni, hogy a bolgár–szerb–montenegrói–görög szövetség elfoglalja Macedóniát, Trákiát és a Szandzsákot. A birodalom európai területeinek elvesztése előtt egy évvel, 1911-ben a nyugati szempontból gyengének számító olasz haditengerészet ért el sikereket az oszmánok ellen a kis-ázsiai szigetvilágban. A fentiek miatt az ifjútörökök, a területi revízió reményében, Talaat és Enver pasa vezetésével, 1914-ben a Német Császárság és az Osztrák–Magyar Monarchia oldalán beléptek az első világháborúba. A német fegyverszállítások és helyi sikerek ellenére a török erők súlyos veszteségeket szenvedtek: a kaukázusi fronton (1917-ig) az oroszok értek el sikereket, a palesztinai és mezopotámiai hadszíntéren Nagy-Britannia és a Brit Birodalom csapatai törtek előre.
A vereség után az ország nagy részét megszállták az antanthatalmak, és İzmirben partra szállt a görög hadsereg. 1920. augusztus 10-én VI. Mehmed (1918–1922) aláírta a sèvres-i békeszerződést, amely a birodalom kiterjedését Anatólia középső régiójára korlátozta. 1922. november 1-jén a Török Nemzetgyűlés megszüntette a szultánságot. 1922. november 17-én VI. Mehmed egy brit hadihajón Máltára menekült. Miután bátyját letaszították a trónról, a Török Nemzetgyűlés kalifává választotta II.Abdul-Medzsidet, aki 1922. november 19-én elfoglalta a kalifai (de nem szultáni) trónját Isztambulban.
A békeszerződés feltételeit a nacionalista csoportok heves ellenállása kísérte, akik a hadsereg élén álló Musztafa Kemál pasa vezetésével kiszorították a megszálló csapatokat Anatóliából és az Isztambul környéki európai területekről (1923). A még ugyanebben az évben aláírt lausanne-i békeszerződés elismerte Törökország új határait. 1923. október 29-én kikiáltották a köztársaságot, első elnöke Musztafa Kemál lett, akit hivatalosan is Atatürk, azaz a „Törökök Atyja” névvel tiszteltek meg.
II. Abdul-Medzsidet 1924. március 3-án megfosztották kalifai tisztségétől, és családjával együtt száműzték Törökországból. A kalifátus intézménye ezzel hivatalosan is megszűnt.

## Az Oszmán Birodalom államszerkezete

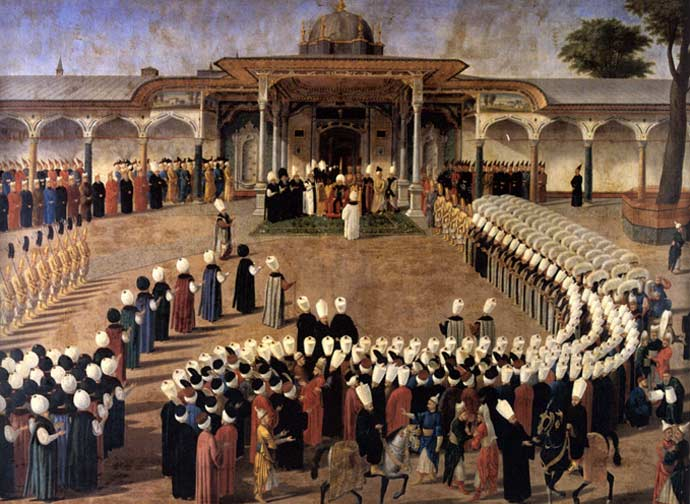
III. Szelim audienciája a Topkapi palotában

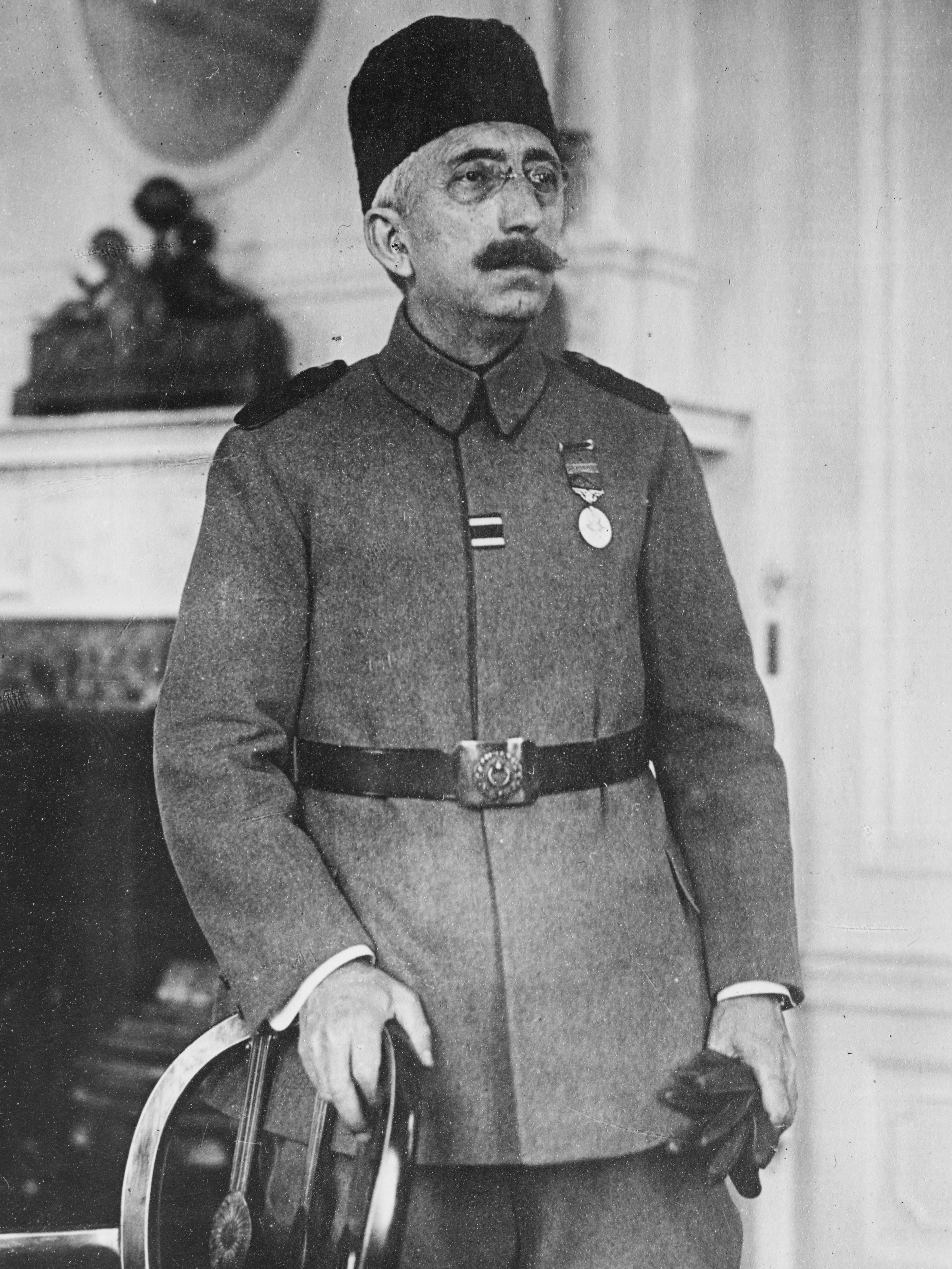
VI. Mehmed (1918–1922)

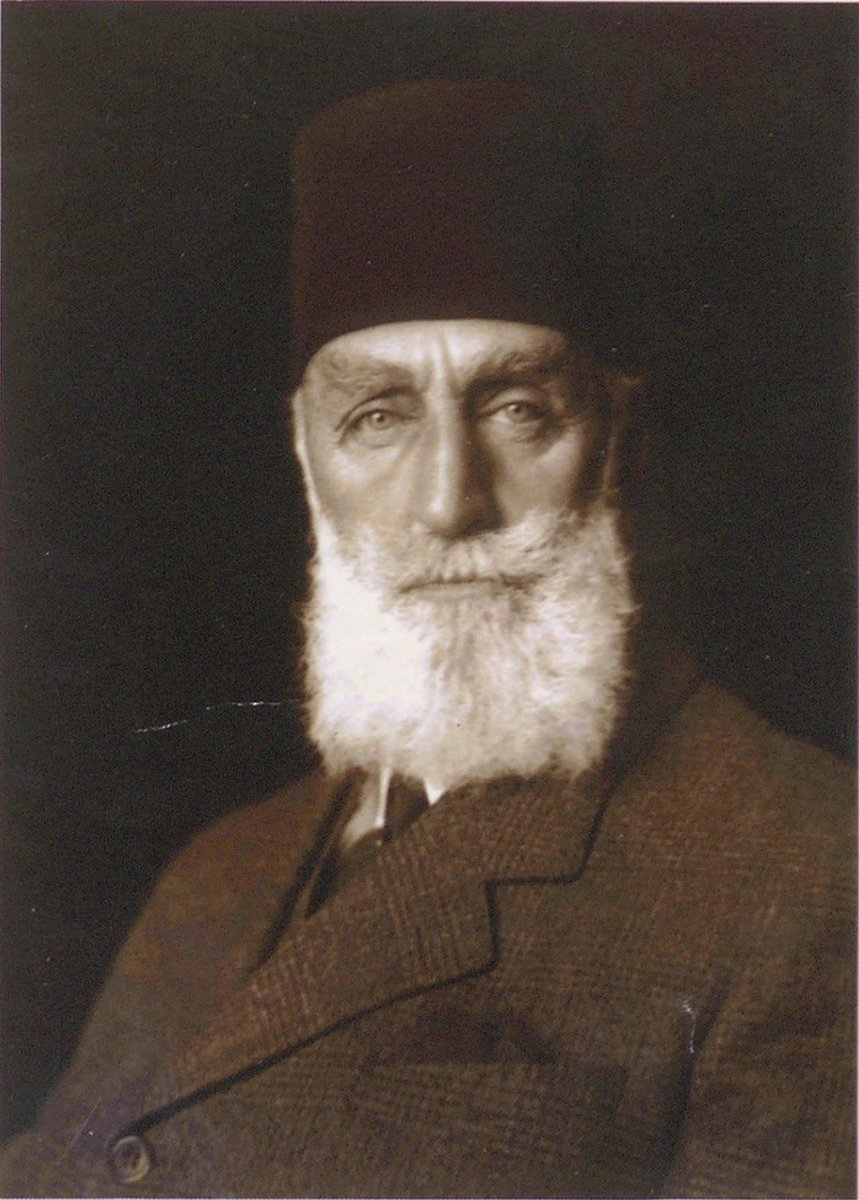
II. Abdul-Medzsid (1922–1924), az utolsó kalifa

Az oszmán állam sikere a birodalom belső felépítésén alapult. Élén a szultán állt, az ő tulajdonában volt minden föld. Alatta helyezkedtek el a vezírek és más udvari méltóságok, valamint a katonai parancsnokok. A szultán despotikus módon irányította a birodalmat, ez azonban nem pejoratív értelemben értendő. II. Mehmed óta, aki az udvari arisztokráciát visszaszorította, és a főbb állami posztokat többnyire gyökértelen, kapcsolatokkal nem rendelkező, hozzá hű alattvalóinak adta. Ez rendkívüli társadalmi mobilitást eredményezett, hiszen biztosította a felemelkedés lehetőségét a legalsó társadalmi osztályok tehetséges tagjai számára is. A szultánok biztosították maguknak, hogy a janicsárságon kívül ne legyen olyan erő, amely elmozdíthatta volna őket a helyükről. A vallás azonban őket is korlátozta hatalmuk gyakorlásában, hiszen a legfőbb jogtudós, a sejhüliszlám jóváhagyása (írásbeli jogi véleménye, fetva) nélkül, többek között, háborút sem indíthattak másik iszlám államhatalom ellen. A soknemzetiségű birodalom igazgatása az iszlámtól független világi törvények, kánunok megalkotását tette szükségessé.

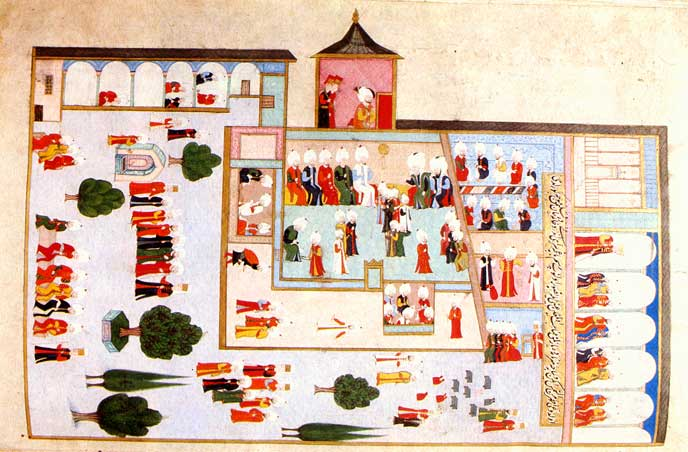
A Diván-i hümájun a Topkapi palotában. Minden személy szigorú protokoll szerint a számára pontosan megszabott helyen tartózkodik, I. Szulejmán óta a szultán külön helyiségből titokban figyelte a tanácskozás folyamatát

A birodalmi ügyeket a szultán közvetlen tanácsa, a diváni hümájun intézte, amely a legfőbb közigazgatási, bírói és – háború esetén – vezérkari szerv volt. A tanácsban részt vett a nagyvezír, a második és a harmadik vezír, a ruméliai (a birodalom európai területe) és anatóliai defterdárok (adószedők), a kádiaszkerek (hadbírók), a nisándzsi (főkancellár), a ruméliai beglerbég (a terület közigazgatási vezetője) és a kapudán pasa (az oszmán flotta parancsnoka).
A szultán távollétében – ez I. Szulejmán uralkodása után sűrűn előfordult – a nagyvezír vezette az üléseket, és döntései az uralkodóéval értek fel. Kezdetben a nagyvezírt a hozzá hűséges arisztokráciából nevezte ki a szultán, azonban 1453-tól ezt a tisztséget többnyire a devsirme (gyerekadó) révén az udvarba került képzett, általában keresztény rabszolga érdemelte ki.
A defterdárok vezették az adókönyveket, és csak jelenlétükben lehetett kinyitni a szultáni kincstárat. Ők határozták meg a birodalom pénzügyi politikáját is. A fő defterdár a ruméliai volt, aki egyben a birodalom pénzügyeinek legfelsőbb felügyelői tisztét látta el. A díván ülésein – bár leülniük nem szabadott – részt vettek még az udvari futárok, a müteferrikák, valamint a csausok (alacsonyabb rangú futárok) főnöke, továbbá több kapus, és dívántitkár. A janicsárok agája a birodalom biztonságáról gondoskodott. Az ülés protokolláris jellegét az udvarmester, a tesrifádzsi felügyelte.
A kádiaszkerek vallásjogi és világi kérdésekben döntöttek, és kikérhették a legfőbb vallásjogi méltóság, a sejhüliszlám (az iszlám vénje) véleményét, aki ugyan nem volt a díván tagja, de véleménye döntő volt vallási kérdésekben. A sejhüliszlám a birodalom első muftija volt, és a szultán nevezte ki.
A nisándzsi (főkancellár) diplomáciai leveleket fogalmazott, illetve a kinevezési okmányok és hivatalos okiratok hitelesítését végezte a szultáni tugrával.
A közigazgatás rendkívül központosított volt, amelyet autokratikus rendszer mellett irányítottak. Ennek alapján, a rend és a stabilitás szempontjából, az Oszmán Birodalom jogállamként funkcionált. A vallási törvényeken alapuló jogrendszer magára a szultánra is vonatkozott. A vallásjog (saría) és a világi törvények (kánun) mellett a szokásjognak is nagy szerepe volt, ezzel egyfajta precedens alapú törvénykezés jött létre.
A birodalom államapparátusa már Szulejmán szultán ideje alatt is oly bonyolultsággal bírt, hogy az újonnan kinevezett nagyvezírek is nehezen tudtak benne eligazodni, ezért olyan hivatalnokok képzését szorgalmazták, akik a teológia, a perzsa nyelv, irodalom, történelem és földrajztudományokban járatosak voltak. A központi államigazgatás tisztségviselőit cselebinek nevezték, akik csak később nyerték el az efendi címet. Ez a megnevezés eredetileg csak a vallástudókra (muszlim lelkészek) vonatkozott.
A politikai vezetés már I. Szelim korában rájött arra, hogy mivel hatalmának alapját alattvalóinak termelő munkája adja, az alattvalók élet- és munkafeltételeinek biztosítása kiemelt feladata. Ezért nemcsak a különböző földek bérbeadását szabályozták kínos pontossággal, hanem maximálták a fogyasztási cikkek árait és a nagyvárosok élelmiszerellátását is központilag szervezték meg. Mivel szinte korlátlan panasztételi lehetőségekkel rendelkeztek, az alattvalók végletes kizsákmányolása szinte ismeretlen volt. A panaszos, függetlenül a vallásától, ügyében jogosult volt a Birodalmi Tanácshoz, akár a szultáni dívánhoz is fordulni.
A birodalom állandó területi terjeszkedését már a vallásjog is előírta. Úgy tartották, hogy valamely monoteista könyves vallás („A könyv népe” = Ahl-al-Kitab) tagjait behódoltatni, és „oltalmat biztosítani” („dzimma”) számukra üdvösebb dolog, mint leigázni őket. Ezzel a behódolt terület már nem a háború házának (dár al-harb), hanem iszlám területnek (dár al-iszlám) számított. Az oszmán politika egyik sajátja volt, hogy a porta előszeretettel kötött teljes körű békeszerződéseket a keresztény államokkal, azzal a titkos szándékkal, hogy a későbbiekben megszegik. Ez az ellenséggel szemben alkalmazott képmutatás (mütára) elvén alapult, amit az iszlám jog pozitív erkölcsi magatartásnak tartott.
A rabszolgatartás, mint az iszlám területeken abban az időben szinte mindenhol, elterjedt volt. Az uralkodó osztály tagjainak birtokukban voltak rabnők, eunuchok, háziszolgák. A hajókon mint gályarabokat használták ki munkaerejüket. A mezőgazdaságban kevéssé alkalmazták őket, ha mégis, akkor elsősorban igavonásra állatok helyett, illetve pásztorkodásra. A katonai rabszolgák helyzete különleges volt, hiszen a szolgálaton alapuló helyzetük miatt rendszeres ellátás, zsold illette meg őket. A rabszolgák jogait a saría szabályozta.
A nem muszlim lakosság viszonylagos nyugalomban élt, miután megfizette a vallásjog által előírt személyi (harádzs), illetve a férfiak részére kirótt fejadót (dzsizje), és eltérő életmódjukkal nem zavarták muszlim környezetüket. A javadalombirtokosnak bérlőként fizetett telekilleték is magasabb volt számukra, mint a muszlimok számára. Mindezzel együtt azonban mentesültek a katonai szolgálat alól, ami a muszlimok számára kötelező volt. Az oszmán állam, különösen a frissen meghódított területeken rászorult a nem muszlimok adójára, és termelésére, szakértelmére, így a vallási toleranciának gyakorlati gazdasági okai is voltak. Összességében elmondható, hogy az ugyanebben az időkben nyugat-európában zajló vallási üldöztetések tükrében a nem muszlimok menedéket élveztek a birodalmi térségben.
A különféle vallási közösségek (millet) autonómiát élvezhettek saját vallásuk gyakorlásában, sőt még központi hatalomtól független bíróságot is fenntarthattak, amennyiben muszlimok, vagy más milletek nem voltak az adott ügyben érintettek.

## Gazdaság a birodalom fénykorában

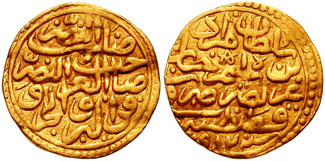
III. Murád alatt veretett pénzérme 1576-ból

A szultán (padisah) hatalma, és az egész gazdaság az oszmán földbirtokrendszeren alapult. Ez a tímárrendszernek nevezett birtoktípus határozta meg az Oszmán Birodalom társadalmi, politikai, és gazdasági berendezkedését. A gyakorlatban a birodalom teljes földterülete az uralkodó kezében összpontosult. II. (Hódító) Mehmed idejében még léteztek földmagántulajdonok, de ezeket kevés kivétellel egy földreform keretében a szultán elkobozta. A 16. század végére ez a tulajdonforma csaknem végleg megszűnt. Nemcsak a földek, hanem a bányák, várak, erődítmények sem kerülhettek magánkézbe. Ezzel szinte lehetetlenné vált az esetlegesen az uralkodóval szembeforduló helyi hatalmak kifejlődése, azonban kis számú magántulajdon létezett. Ezeket tulajdonosaik – félve az uralkodói kisajátítástól – igyekeztek vallási alapítványok (vakuf) védnöksége alá helyezni, ezek felett ugyanis a szultán nem rendelkezett szabadon. A vakufok birtokjövedelmét, vagyonának gondozását örökletessé tették.
A meghódított területek legjobb földjeit szultáni birtoknak (hász) jelölték ki, amelyből az udvartartás költségeit és az állami kiadásokat fedezték. Hászok voltak a jelentősebb városok, bányák, salétromos területek, de akár a meghódított területek eredeti közigazgatási egységei, például Magyarországon a 12 jász város és község.
Az állami földek egy másik csoportja az ún. javadalombirtok volt, amelyet a szultánhoz hű alattvalók kaptak, akik cserébe katonaság kiállítására kötelezték magukat, illetve a birtok hasznából fizették saját és katonáik zsoldját és ellátását is. A javadalombirtok tulajdonosát a szultán nevezte ki és váltotta le, esetenként más területekkel cserélte fel. Ez a rendszer azonban nem a magyarországi hűbérbirtok megfelelője, hiszen azzal ellentétben ez szolgálati kötelezettséggel járt.
A javadalombirtok-rendszernek három fő szintje létezett: A katonai és polgári igazgatás magasabb szintjén szolgáló alattvalók hászbirtokokat kaptak. Ezek elnyerését nem személyes szolgálat, hanem a betöltött funkció alapján osztották, így hászbirtokokkal rendelkeztek a beglerbégek, a szandzsákbégek, vagyis a vilajetek és szandzsákok vezetői, illetve a szultán közvetlen alattvalói, a nagyvezérek, defterdárok. Az alacsonyabb rangú, főként vidéki tisztségviselőket ziámetbirtokkal javadalmazták; míg a közemberek közül az arra érdemeseket tímárbirtokokkal látták el. Ezeket kezdetben a szpáhik kapták, de később kisebb rangú tisztségviselőknek is kiutalták. Mivel ez a birtoktípus volt többségben, az egész birtokelosztási rendszert tímárrendszernek nevezték.
Jelentős szerepe volt az úgynevezett koronabirtokoknak is (hász-i hümájún), amely a hászbirtokkal ellentétben nem a szultán közvetlen ellátását biztosította, hanem felette az államkincstár rendelkezett. Ezek nem kerültek kiosztásra, hanem fizetés fejében jövedelmét kinevezett adóbehajtók (emín) hajtották be. Az adóbehajtás feladatát tehát bérlőknek adták ki, amelyre a várható haszon reményében sokan pályáztak, így idővel az adóbérleteket árverezték is.
A meghódított területek közigazgatása nem volt egységes, és a helyi sajátságok nagy szerepet játszottak a javadalmak megítélésében. Mivel a javadalmazott számára a birtok jövedelme volt az elsődleges, olyan országokban, ahol a területek vezetése speciális szakértelmet igényelt (például Egyiptomban az öntözéses földművelés), a tímárrendszert nem vezették be, hanem a helyi előkelőségek kezében hagyták a térség közigazgatását.
A birodalom törzsterületét közigazgatási egységekre osztották (vilajetek), ezeknek az élén a beglerbégek álltak, akik a terület legfőbb katonai és polgári vezetői voltak. A vilajetek kisebb egységekre, szandzsákra tagolódtak, amelyek élén a szandzsákbég állt. A beglerbégek és szandzsákbégek kiadásaikat a hászbirtokokból fedezték. A beglerbégek és a szandzsákbégek csaknem mind katonai pályáról kerültek a tartományok élére, míg a bírói körzetek élén teológiai pályán végzett tisztviselők álltak.
Amikor a birodalom már nem tudott tovább terjeszkedni, a termelési struktúra korszerűsítése vált szükségessé, amelyre az iktarendszer nem adott lehetőséget. Hogy jövedelmüket növeljék, a hivatalnokok és a katonák bekapcsolódtak a gazdálkodásba és a kereskedelembe, ami felgyorsította a közigazgatási rendszer és a hadsereg bomlását.
A parasztok (ráják) helyzete nem volt rosszabb, mint nyugat-európai sorstársaiké. Haszonélvezőik a tímárbirtokokat is kiadták nekik megművelésre, egy földműves annyi földet kapott, amelyet két ökörrel meg tudott művelni. Földjüket ugyan nem hagyhatták el, így bizonyos mértékig röghöz kötöttek voltak, azonban a jobbágyokkal ellentétben urukkal alá-, fölérendeltségi viszonyban nem álltak és széles jogorvoslati lehetőséggel rendelkeztek. A pontosan megszabott, a vallásjog által előírt beszolgáltatási kötelezettségeiken felül a javadalom-birtokos nem háborgatta őket, így főleg a termékenyebb anatóliai területeken viszonylag szerény, de biztos jövedelmekkel rendelkeztek. A meghódított területeken (és különösen Magyarország középső, oszmán fennhatóságú területein) azonban fennállt a kettős adóztatás rendszere, hiszen a magyar főurak nem mondtak le végérvényesen birtokuk jövedelméről. Több-kevesebb rendszerességgel betörtek volt birtokuk falvaiba, és a törökök után beszedték az őket megillető adót, sőt bíráskodtak jobbágyaik felett. Nem csoda, ha a 16. század végétől megindult egyfajta tömeges áttelepülés a tisztán oszmán területekre, főleg a balkáni térségek felé. Ez is egyik oka volt a falvak elnéptelenedésének például a meghódított magyarországi területeken.
A vidéki mezőgazdaság viszonylag önellátó volt, a kereskedelem a gazdaság egészéhez képest kevésbé volt jelentős. Kereskedelmi központok voltak a városokban kialakított, szigorúan ellenőrzött bazárok, amelyek területén céhekbe tömörült kereskedők árulhattak. A tengeri kereskedelemben külföldi (főleg velencei) érdekeltségek vettek részt, mivel az oszmán állam csaknem kizárólag a vámszedés területén volt érdekelt.
Az állami manufaktúraipar elsősorban a hadsereg ellátására termelt, a bányákban jelen volt az állami monopólium, és a magántulajdon is.

## Kultúra

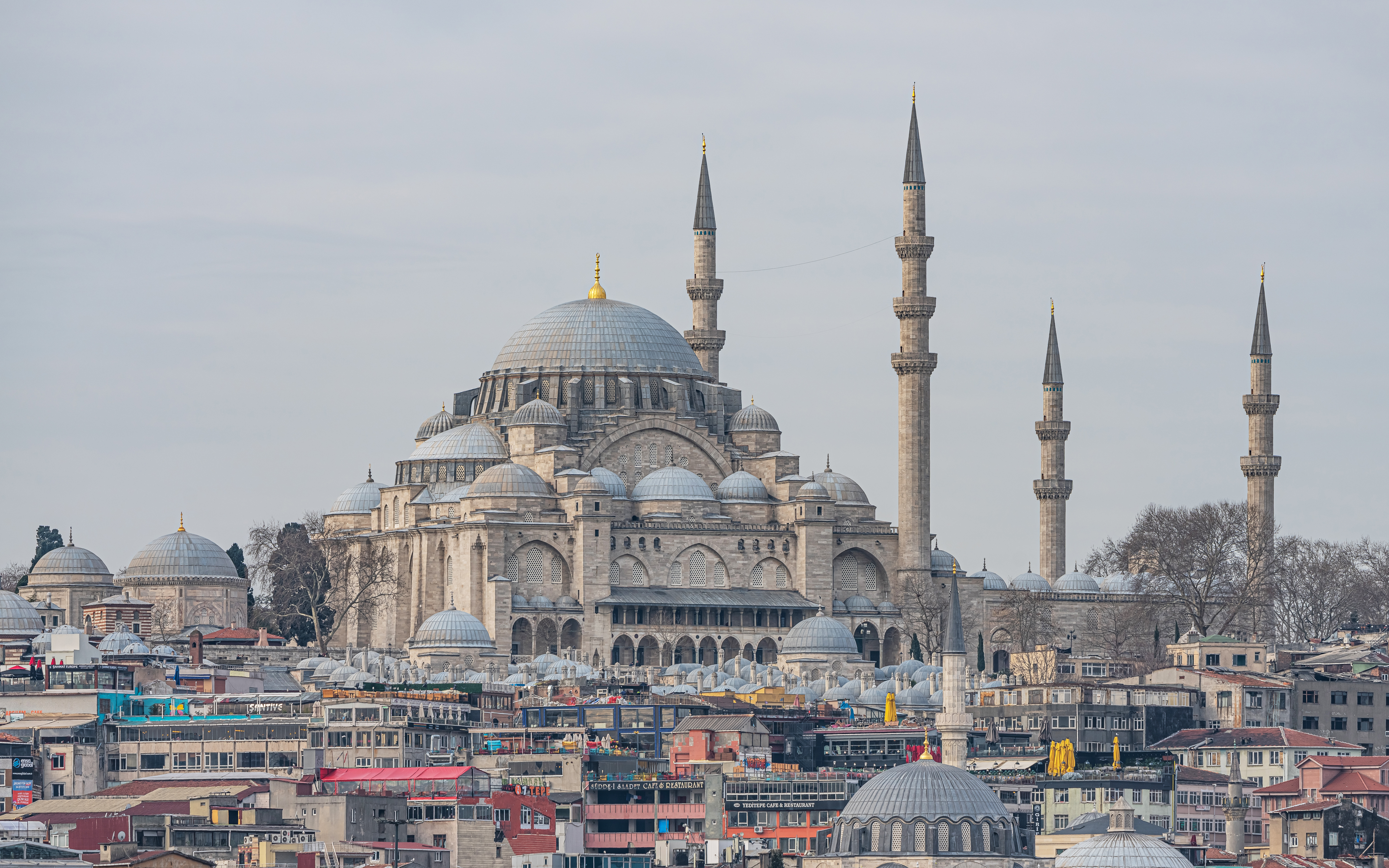
A Szulejmánije-dzsámi Mimár Szinán egyik kiemelkedő alkotása

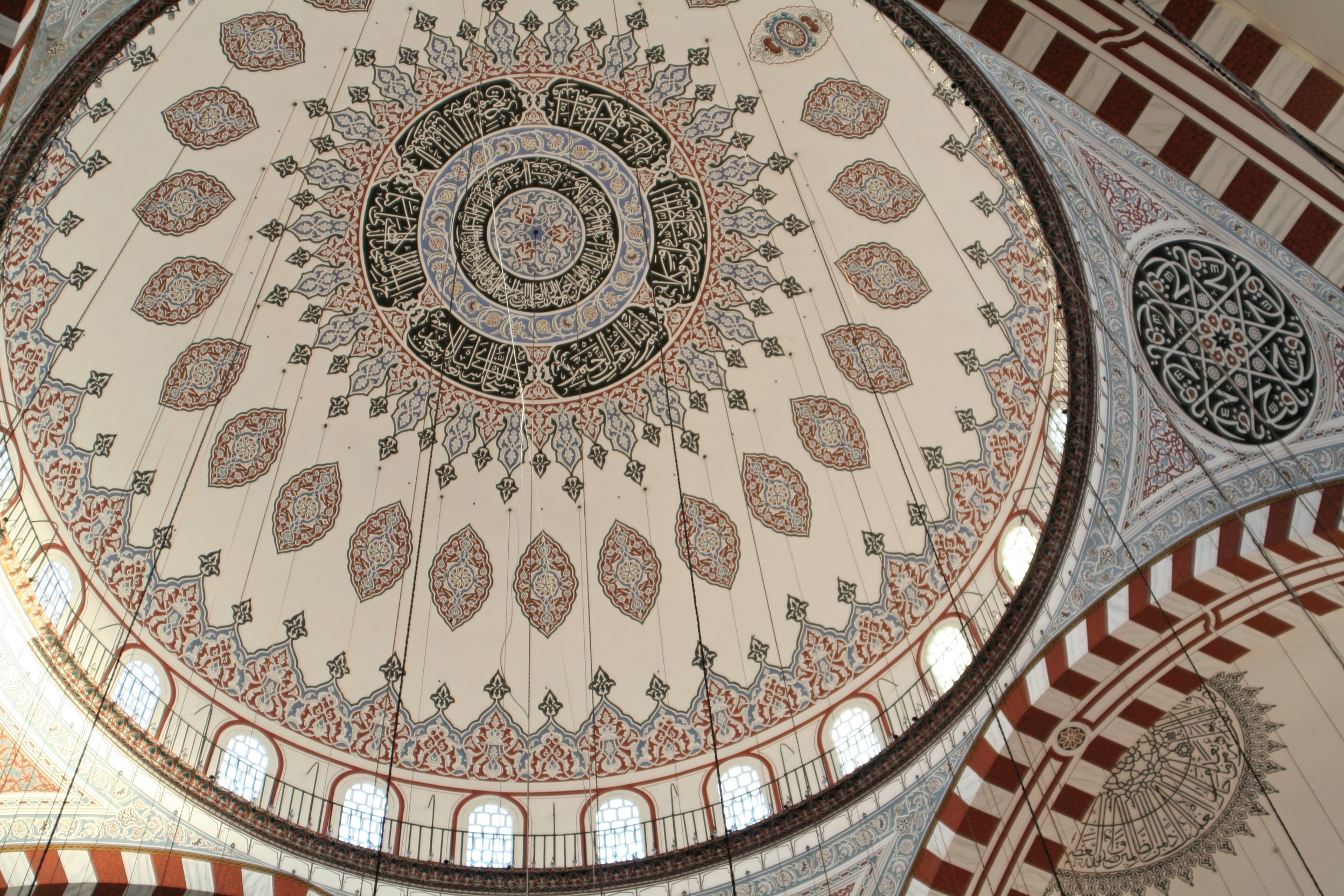
A Sehzade-dzsámi kupoladíszítése

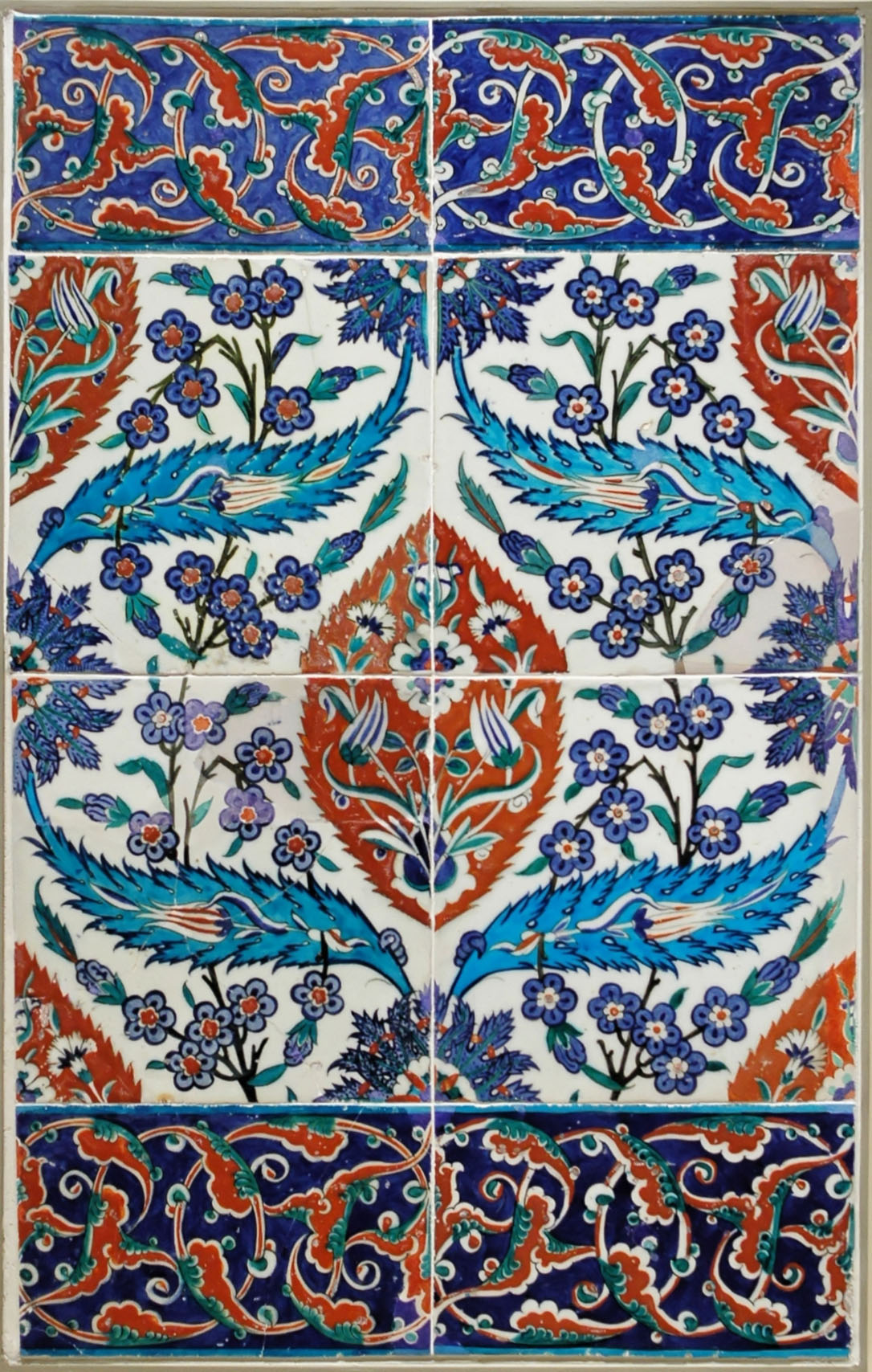
İzniki csempe, a 16. század második feléből

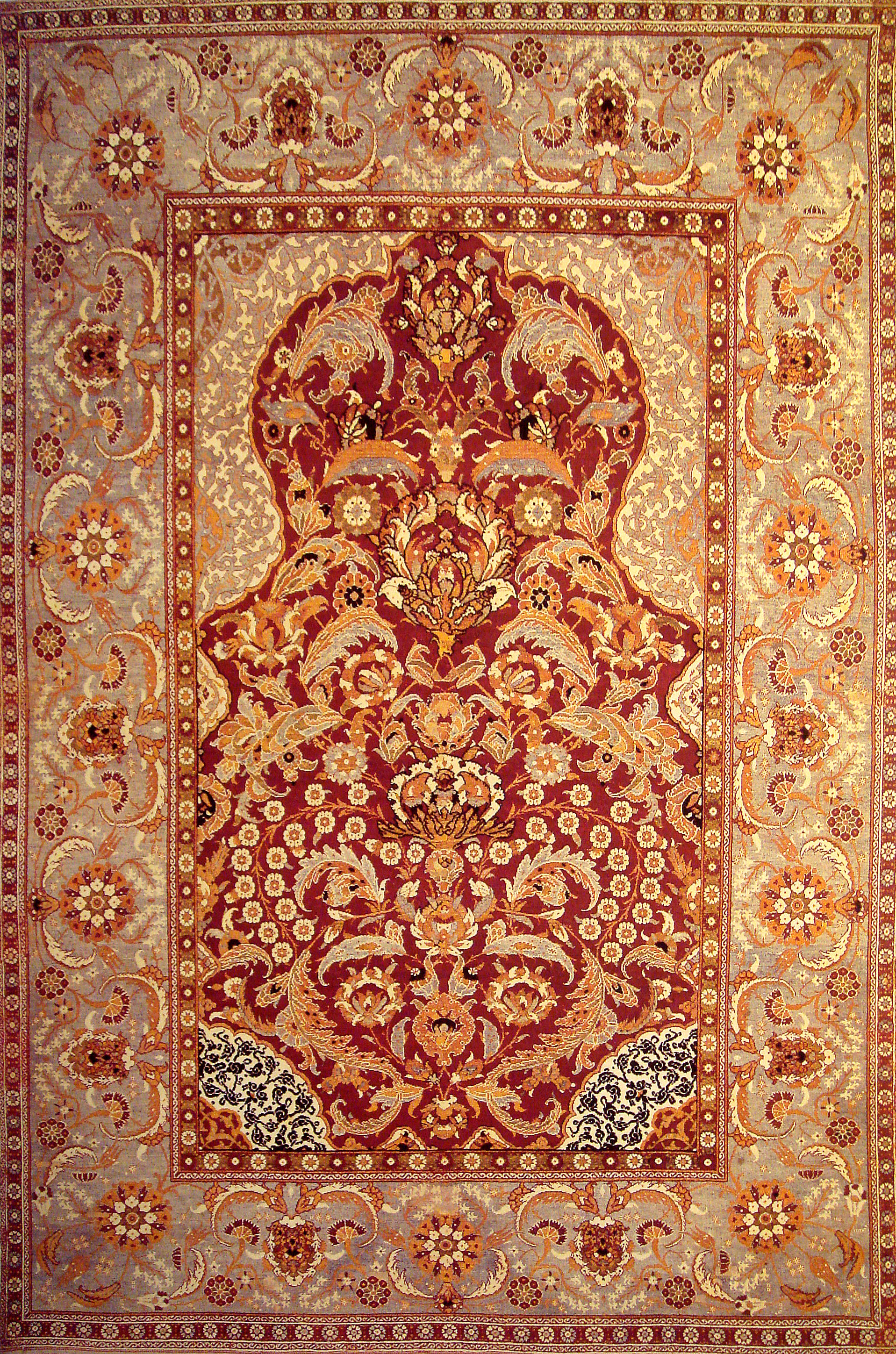
Török szőnyeg a 16. századból

A török kultúra az Rúmi Szultánság óta szorosan összefonódott a bizánci kultúrkörrel. Azt a távolságot, amit sokan látni vélnek a keresztény kultúra és az iszlám között, némileg oldja a több évszázados egymás mellett élésből fakadó sokrétű gazdasági, politikai kapcsolatrendszer, ami a két eltérő világnézet között fennállt. Már Orhán különböző katonai szolgálataiért cserébe elnyerte VI. (Kantakuzénosz) János bizánci császár lányának kezét, Theodóra hercegnő személyében. Fiuk, I. Murád a bolgár Tamarával és a bizánci Helenával, I. Bajazid a szerb Deszpina hercegnővel járt jegyben. Az „ezeréves Bizánc” szellemében nevelkedett asszonyok rajta hagyták kézjegyüket a formálódó Oszmán Birodalom kulturális fejlődésén. Ez a befolyás azonban I. Bajazid uralkodását követő zűrzavaros időszakok után, elsősorban I. Mehmed hatására megszakadt, amikor a szultán, a rend helyreállítása érdekében, szélesebb jogkört adott a nemességnek. Ekkortól inkább az ótörök, perzsa befolyás lett erősebb, udvari krónikások bizonyították az oszmánok ótörök eredetét. Az oszmán törökök – középkori mércével mérve – meglehetősen toleránsak voltak az idegen kultúrákkal és hagyományokkal szemben.

### Építészet
II. Bajazid és I. Vad Szelim hódításai, és az így megnövekedett adóbevételek megalapozták a birodalom kulturális gazdagságát is. Nagyarányú építkezések kezdődtek, elsősorban a fővárosban, Isztambulban, ahol a klasszikus oszmán építészet virágkorát a Hagia Szophia mintájára épült II. Bajezid mecsetének építésétől számolják (1505). A jellegzetes oszmán építészet kiteljesedése azonban I. Szulejmán idejére tehető. A devsirme révén kiemelkedett Mimár Kodzsa Szinán, eredetileg hadmérnök építész, épületei a mai napig meghatározzák Isztambul, Edirne arculatát. 1522–1588 közötti időszakban több mint 300 építészeti alkotás köthető a nevéhez. A saját maga által „alapvizsgának” minősített isztambuli Sehzáde-mecset különleges építészeti megoldásaival már jelentős alkotás volt, de a „mestervizsgájának” nevezett Szulejmánije-dzsámi épületegyüttese kivívta a nyugati kortárs építészek elismerését is. Legfontosabb munkája az Edirnei Szelimije-dzsámi, amely 70,89 méter magas minaretjeivel a legjelentősebb oszmán építészeti alkotások között említhető. Szinán munkái meghatározták a Földközi-tenger környékének építészeti stílusát, hatása Mekkáig érezhető volt.
A világi építészet terén kimagaslik az isztambuli fedett vásárcsarnok (bazár), amely mintegy 31 000 négyzetméteren, közel 3000 üzletet, 1000 raktárt, 65 utcát, tereket, közkutakat, 5 mecsetet és 16 vendégfogadót (hán) foglal magába. A palotaépítészet terén a leginkább ismert épületegyüttes a Topkapı palota (törökül: Topkapı Sarayı, azaz „Ágyúkapu palota”) a szultán székhelye. A 700 000 négyzetméteren fekvő komplexumot csaknem 400 éven keresztül folyamatosan építették.
A muszlim városokban jellegzetesek voltak a nyilvános fürdők. Szinán is tervezett közfürdőket, ő építette 1556-ban az isztambuli Haszeki Hamami fürdőt. A fényűző épületeknél jellegzetesek voltak a belülről kicsempézett falfelületek, és a kívül fajanszcsempékkel borított homlokzatok. A 16. századtól a perzsamintás zománcos cserépművészet volt a jellemző.

### Díszítőművészetek, kézművesség
A cserépművészet központja İznik volt, ahova I. Szelim 1514-ben Tebrizből elhurcolt fazekasokat telepített le. Az ízniki kerámiaművesség azonban a 18. század közepére már annyira leromlott, hogy III. Ahmed szultán idejében az épületek díszítésére használt csempéket már Nyugat-Európából importálták. Ugyanez a tendencia mutatkozott a virágok esetében is, ekkorra már a tulipánhagymákat Hollandiából importálták, holott az Oszmán Birodalomból származó nemesített virághagymákért a korabeli Hollandiában fantasztikus összegeket fizettek ki. III. Ahmed vonzalma a tulipánokhoz olyan mértékű volt, hogy ezt az időszakot „tulipánkorszaknak” is nevezték. Az ebben az időszakban épült mecsetek a francia rokokó építési stílusát tükrözték, például az 1748–1755 között épült Núri Oszmánije (Oszmánok fénye) mecset is. Ez a sajátos stílus a „török rokokó" néven vált ismertté, amely rányomta bélyegét a Topkapi palota 18. századi építményeire is.
A Tebrizből származó perzsa kézművesek a szőnyegszövés egy új technikáját is meghonosították, Isztambulban és Kairóban új motívumokat vezettek be: növényminták, pálmalevelek, perzsa lándzsás levelek, rozetták jelentek meg a szőnyegek mintái között. Figuratív motívumok ezeken nem szerepeltek. A szőnyegeken előszeretettel alkalmazták a török virágokat ábrázoló díszítéseket. Kezdetben csak gyapjú-, később pamut- és selyemszőnyegeket is készítettek, hét-nyolc színben. Kelet-Anatóliából származnak az ún. „usakszőnyegek", ezek örmény eredetűek, és a 16. században alakultak ki.
Perzsa hatást mutat a könyvfestészet és kalligráfia is. Díszkiadású koránokat, történelmi témájú könyveket, útleírásokat is készítettek, jellegzetes neszri török kalligrafikus írással. A fermánokat és kinevezési dekrétumokat – ezek többméteres tekercseket is alkothattak – a mindenkori szultán jellegzetes aláírásával, szimbólumával, a tuğrával látták el.

### Ortodoxia

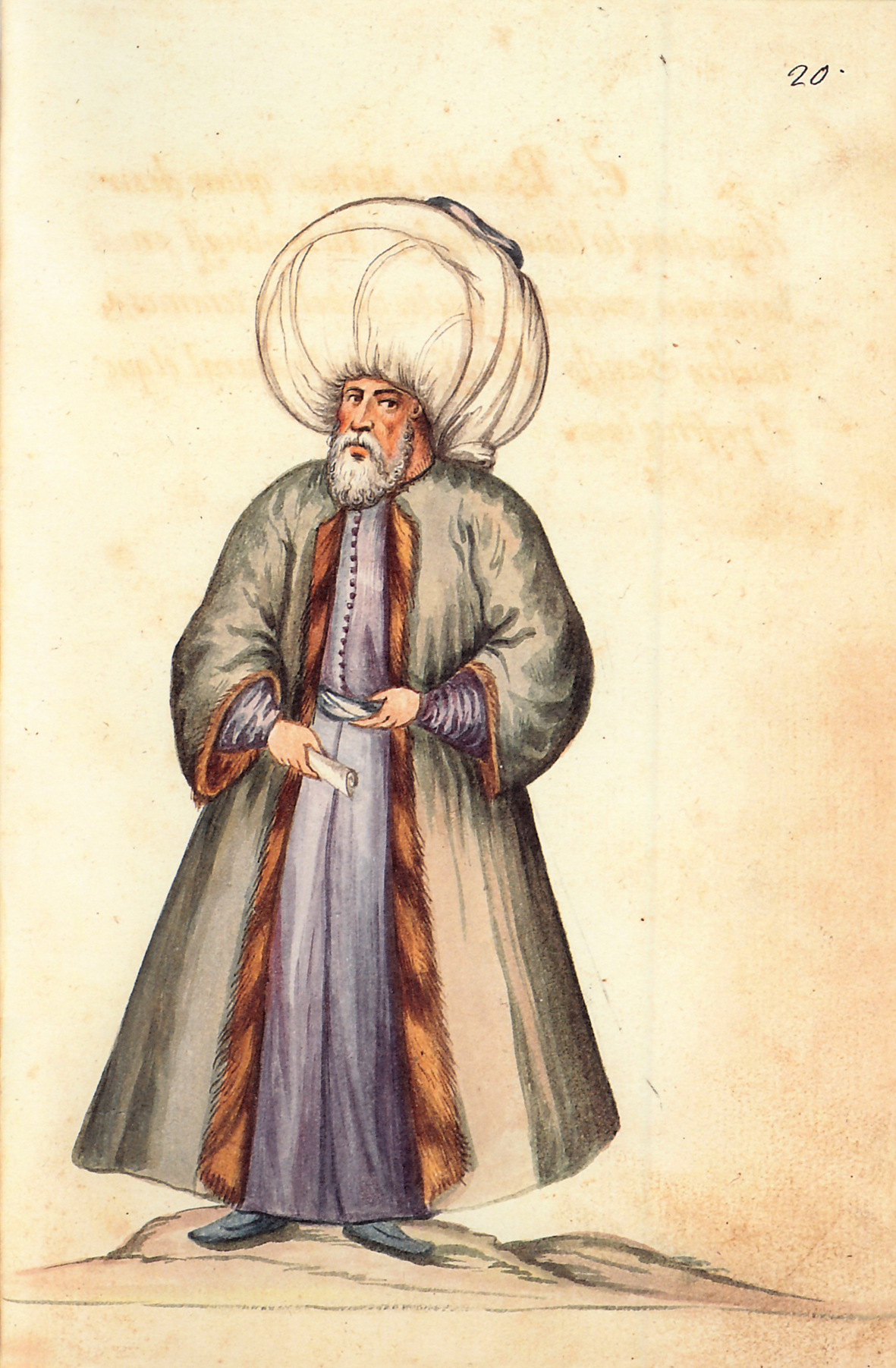
Török mufti a 17. századból

### Szúfizmus

Kerengő dervisek

## Az Oszmán Birodalom és Magyarország

Az Oszmán Birodalom 1683-ban csúcsosodott ki, ideértve a Felső-Magyarországi és Erdélyi fejedelemséget, valamint a Kanizsai-, Budai-, Egri-, Temesvári- és Váradi- vilajetet.

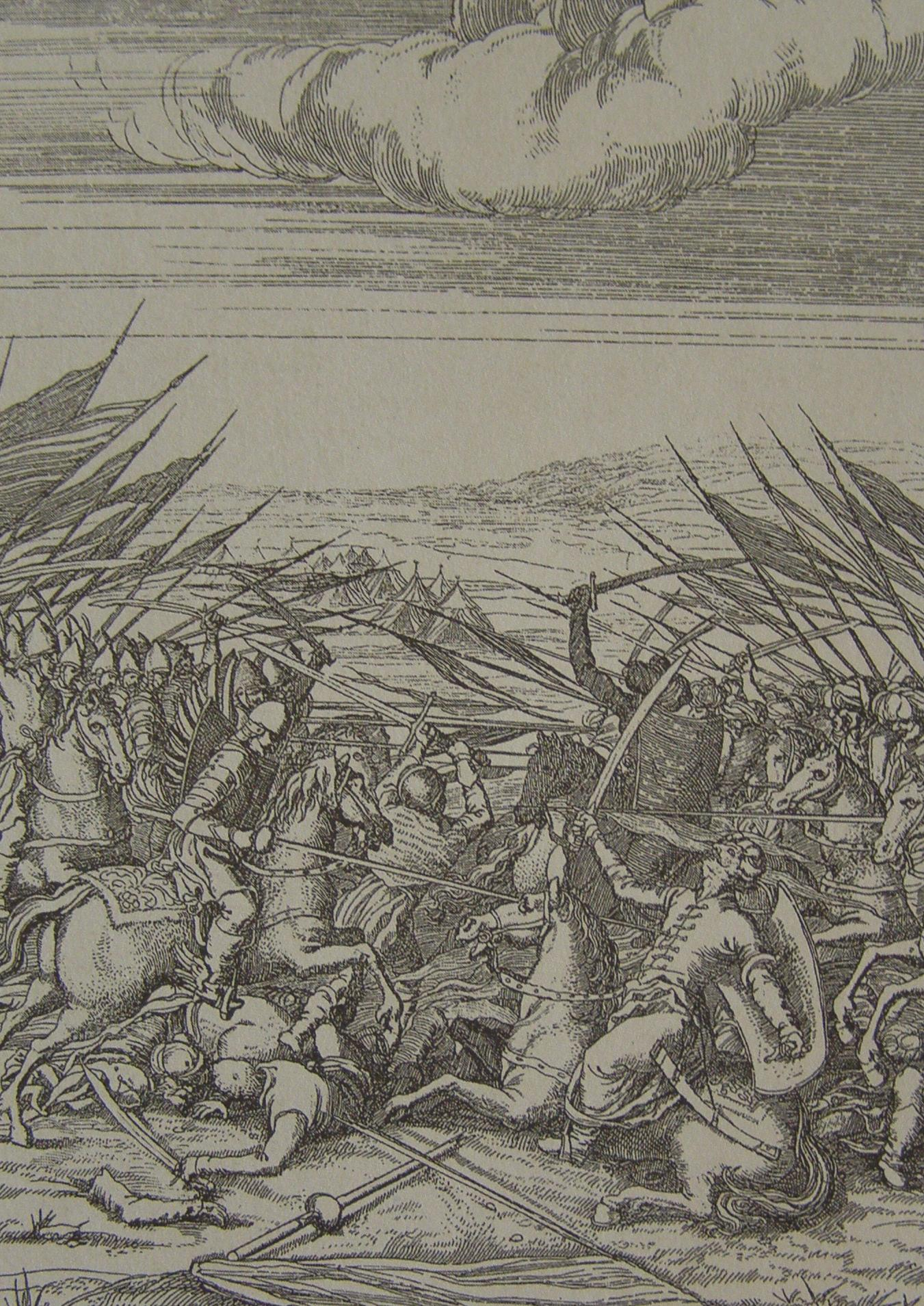
Törökök és magyarok összecsapása. Metszet a 17. századból

### Oszmán-török építészeti emlékek Magyarországon

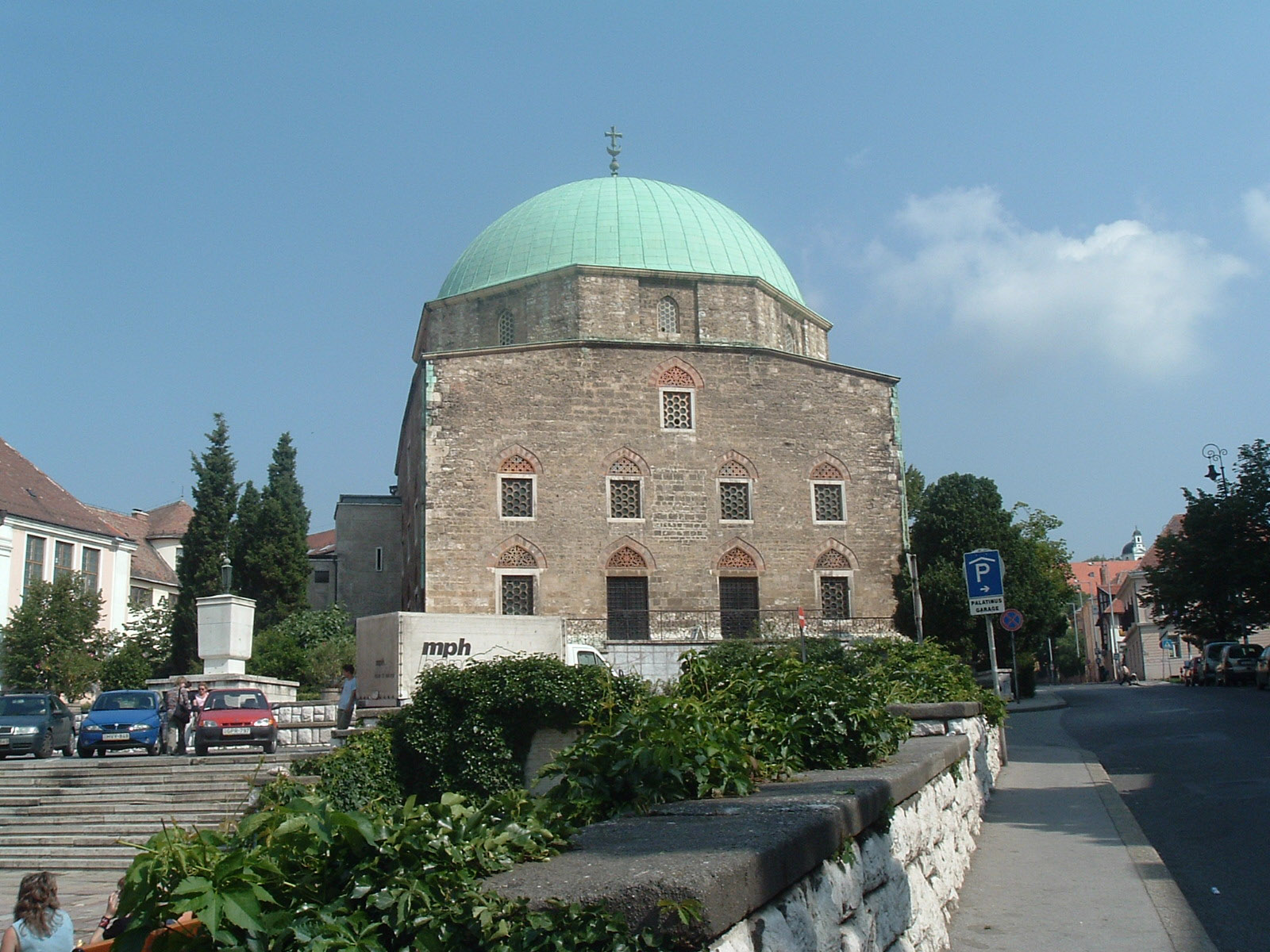
Pécs: Gázi Kászim pasa dzsámija

### A hódoltság utáni török–magyar kapcsolatok

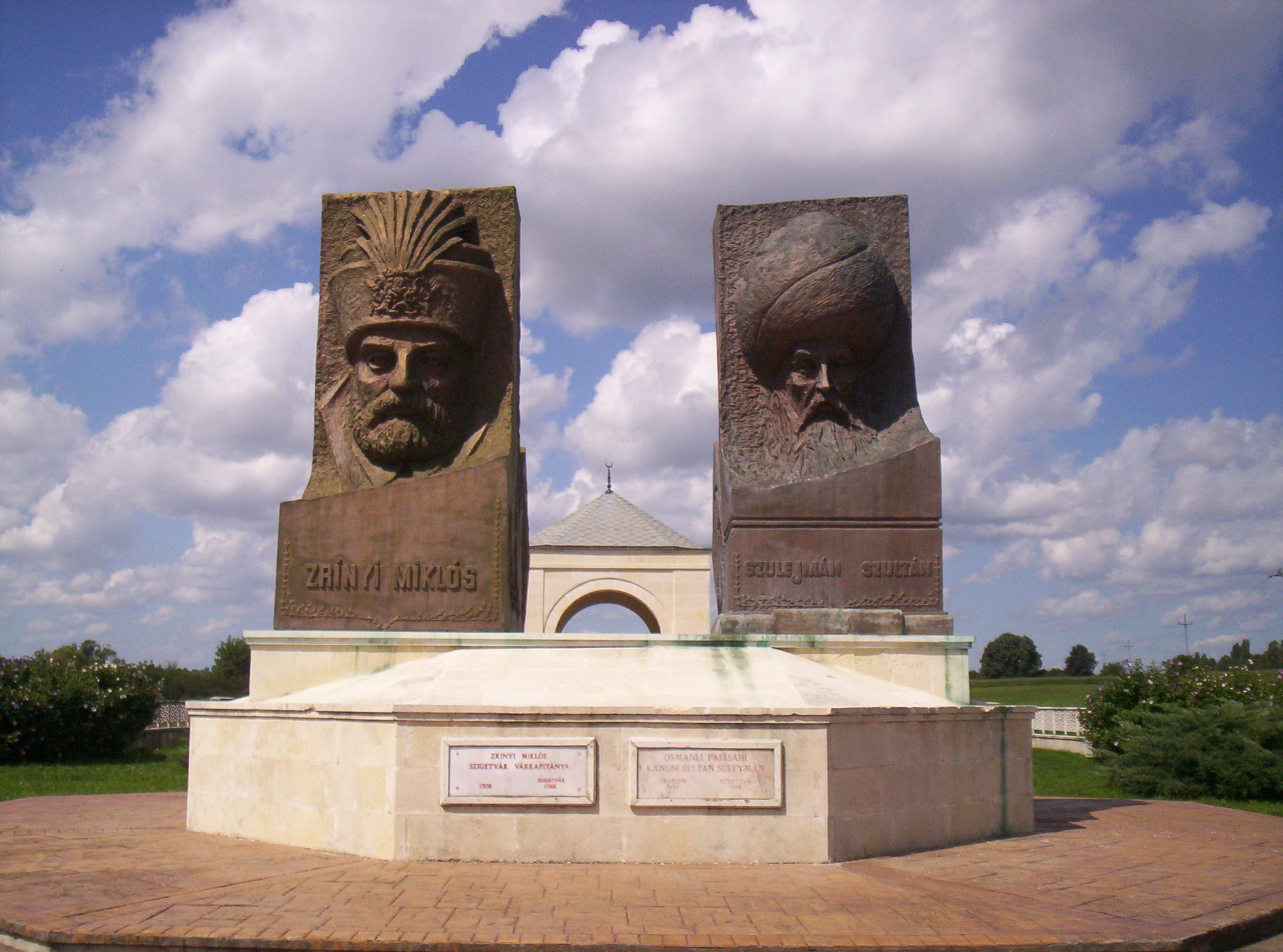
Zrínyi Miklós és I. Szulejmán szobra Szigetváron, a Magyar–Török Barátság Parkban